# St-Amand (Saint-Amand-de-Coly)

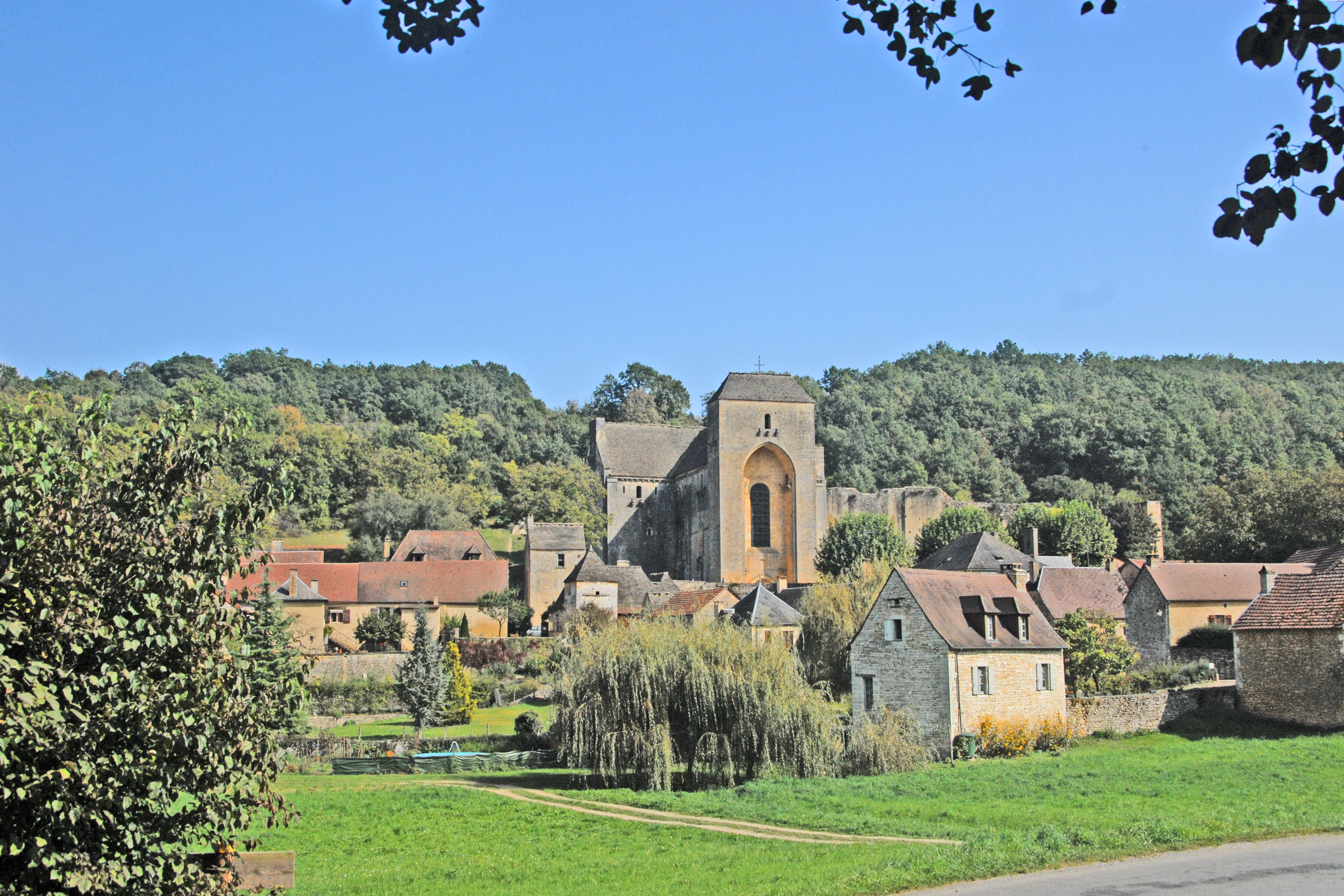
Saint-Amand-de-Coly, Dorf und Abtei

Die heutige romanische Pfarrkirche Saint-Amand befindet sich in der gleichnamigen kleinen französischen Gemeinde Saint-Amand-de-Coly in der Region Nouvelle-Aquitaine im Département Dordogne, circa 22 km nördlich von Sarlat-la-Canéda und circa 55 km östlich von Périgueux. Sie wird noch fast vollständig umschlossen von der Wehrmauer der ehemals bedeutenden Abtei Saint-Amand-de-Coly und ist bekannt für ihre wehrhafte Architektur.

## Geschichtliches zur Abtei und Kirche

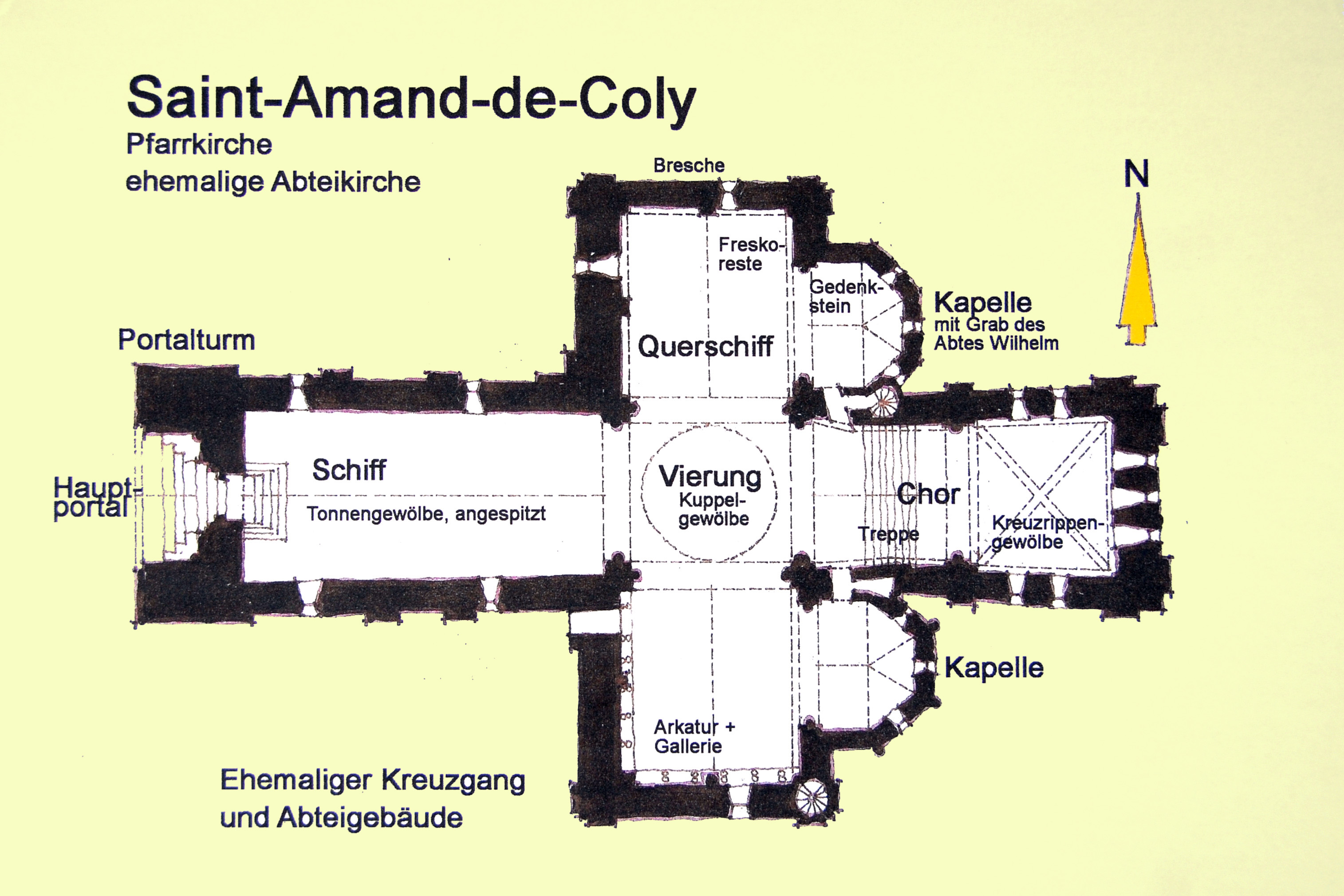
Saint-Amand-de-Coly, Grundriss

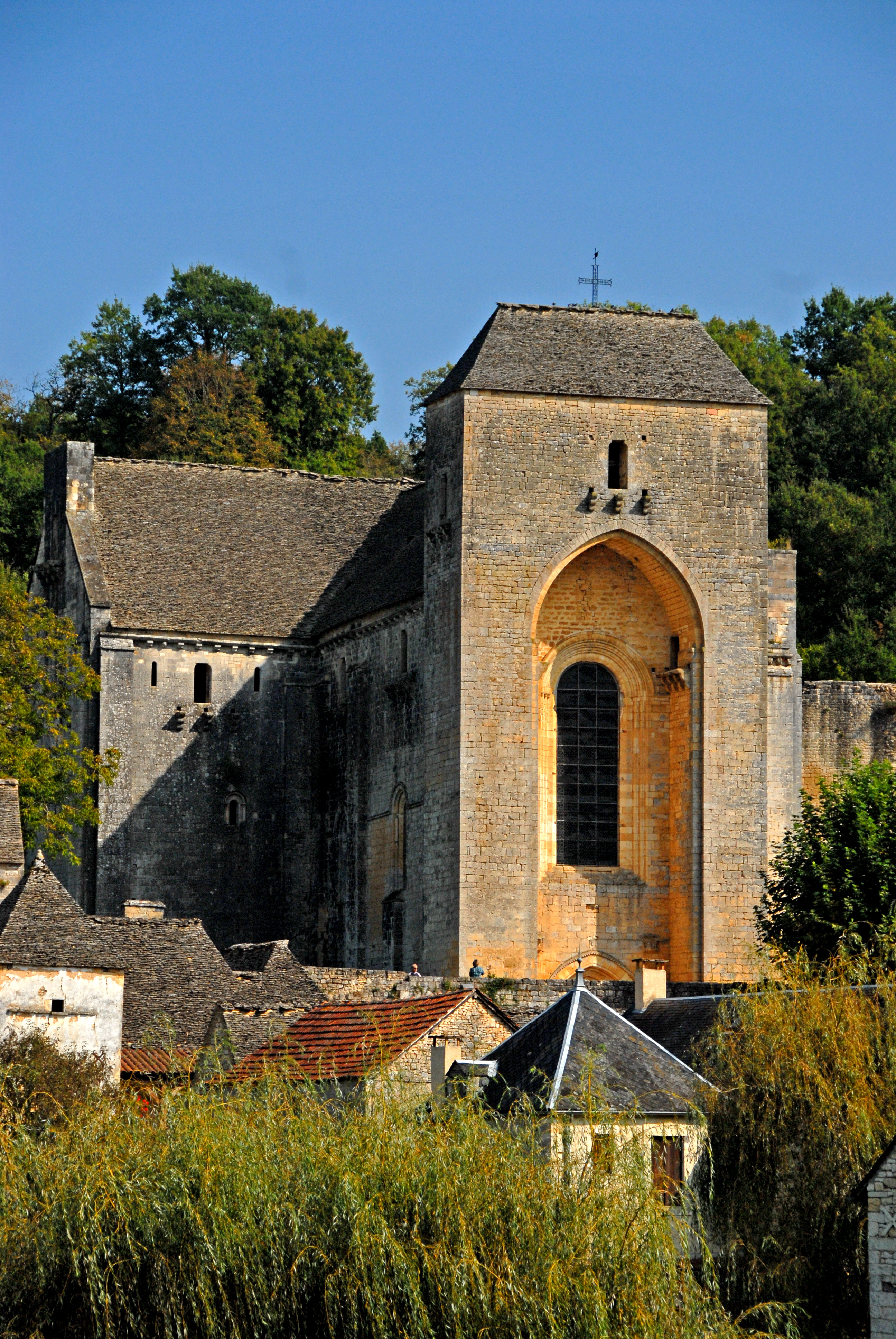
Saint-Amand-de-Coly, Abteikirche von Westen

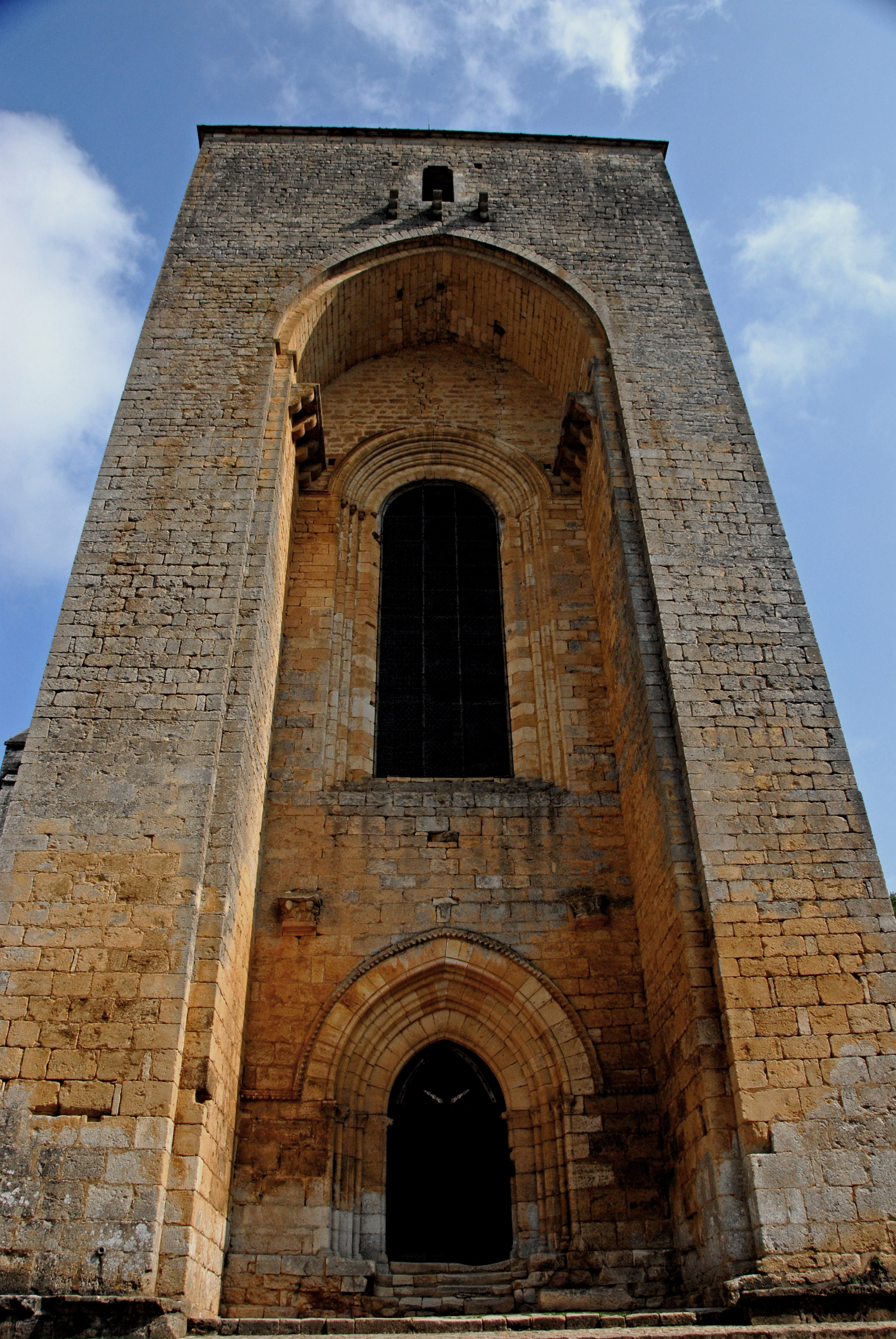
Saint-Amand-de-Coly, Portalturm von Westen

### Die Anfänge, Legenden und erste Dokumente
Nach dem legendären Chronisten Selon aus dem 9. Jahrhundert kam in der Mitte des 6. Jahrhunderts, zur Zeit des Merowingerkönigs Chlothar I. ein junger Adliger namens Amand, aus dem nahen Limousin, und schloss sich zwei Gleichgesinnten namens Sore, einem Arverner (aus der Auvergne), und Cyprien an. Gemeinsam träumten sie von einem Leben in Gemeinschaft von Klosterbrüdern. Nach langer Zeit unter den Sklaven der merowingischen Villa von Genouillac, auch Terrasson genannt, diskutierten sie immer wieder ihre Wünsche für die Zukunft und beschlossen, sich zu trennen und das einsame Leben von Einsiedlern zu führen.
Amand fand für sein künftiges Leben eine Höhlenunterkunft, nicht weit von Genouillac, einem Ort, der später Saint-Amand de Coly genannt wird. Er brachte die Worte des Evangeliums einer in Knechtschaft lebenden Bevölkerung, die ihn als einen Heiligen verehrten. Amand starb gegen Ende des sechsten Jahrhunderts.
Nach dem oben genannten Chronisten Selon heißt es an anderer Stelle: „Saint-Amand gebürtig von Meyze, in der Nähe von Saint-Yrieix, ruht in dem Dorf des Périgord, das seinen Namen trägt“.
So entstand in Saint-Amand, wie bei vielen anderen Pilgerstätten, aus der Verehrung der Höhlenwohnstätte eines Einsiedlers und dem Grab eines Heiligen der Beginn eines Klosters und der zugehörigen Siedlung.
Die erste Klostergemeinschaft und Vorläufer vom späteren Saint-Amand hieß zunächst Saint-Sore, das sich von Terrasson ableitete. Im 7. und 8. Jahrhundert bildeten sich, mit der Erstarkung der christlichen Kirche, die Pfarreien und Diözesen in städtischen und ländlichen Gemeinden, fast immer unter der Regie von klösterlichen Gemeinschaften. Auch die Mönche von Saint-Sore haben zur Schaffung einer großen Zahl von Kirchen und Prioraten in der Region beigetragen, die dann in ihrer Abhängigkeit blieben.
Im 9. Jahrhundert überzogen die Kriege von Aquitanien und die Überfälle der Normannen das Land mit Terror und Zerstörung. Das Kloster von Saint-Sore wurde im Jahr 857 von dänischen Horden, die aus den Tälern der Vésère heraufzogen, vernichtet. Die verbliebenen Gemeinschaften der Mönche erkauften sich den oft zweifelhaften Schutz des lokalen Adels und vegetierten mit äußerst geringen Einkünften am Rande der Existenz. Überliefert sind diesbezüglich die Raubzüge des Grafen des Périgord.
Das 10. Jahrhundert ist geprägt von der „Rückeroberung“, einem Trend zur Reform und Rückbesinnung zu monastischen Disziplinen in den Klöstern. Der große Abt Odo von Cluny konnte offensichtlich im Jahr 937 den mächtigen Grafen des Périgord bewegen, Teile der geraubten Güter dem Kloster von Genuouillac (Saint-Sore) zurückzugeben. Dabei hat ihm vermutlich der damals verbreitete Glaube geholfen, dass zur Jahrtausendwende das Ende der Welt bevorstehen sollte.
Gegen Ende des 11. und zu Beginn des 12. Jahrhunderts setzte sich für das Kloster der Name Saint-Amand-de-Coly durch, und die Mönchsgemeinschaft stand vor der Entscheidung, eine cluniazensisch geprägte Benediktinerabtei zu werden oder sich den neuen Kanoniker-Regeln des Heiligen Augustinus anzuschließen. Das Kloster wurde damals ein Augustiner Chorherrenstift.
Das erste bekannte historische Dokument über die Existenz eines Klosters in Saint-Amand im Coly ist in das Jahr 1048 datiert. In diesem Jahr ist dort ein Mönch aus dem Kloster des katalanischen Ripoll unterwegs und besucht die Kirchen und Klöster der Region, um den Gläubigen das „Lob von Oliba“ vorzutragen, einem ehemaligen Abt von Ripoll und Bischof von Vic. Jeder seiner Schritte und Einzelheiten der Zeremonien wurden festgehalten und auf einer Pergamentrolle, dem rotulus, notiert. Auf ihr sind auch die verschiedenen Orte aufgeführt, an denen sich der Mönch aufgehalten hat, unter anderem: „Saint-Amand genannt Genouillac“.

### Die Bauarbeiten

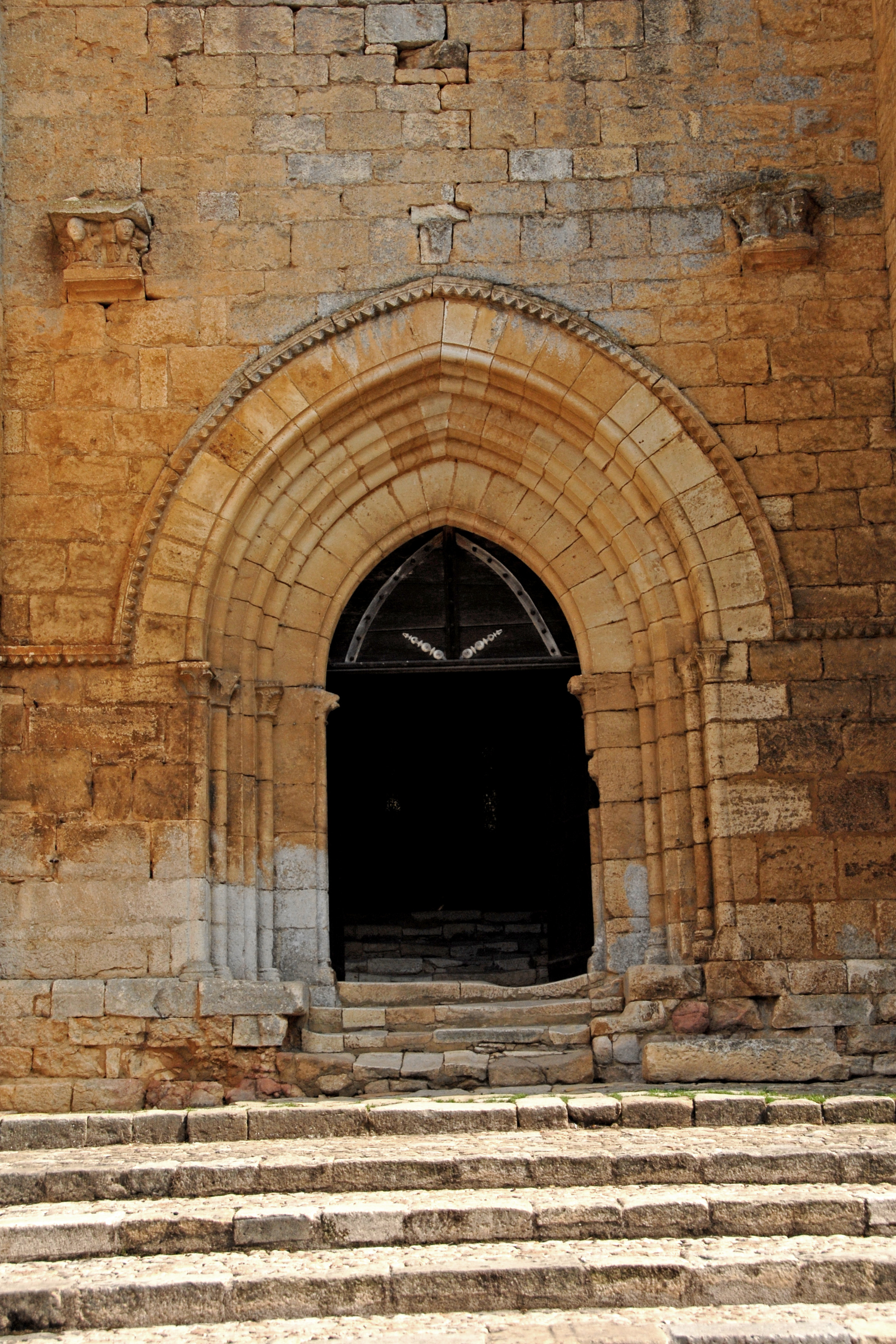
Saint-Amand-de-Coly, Hauptportal

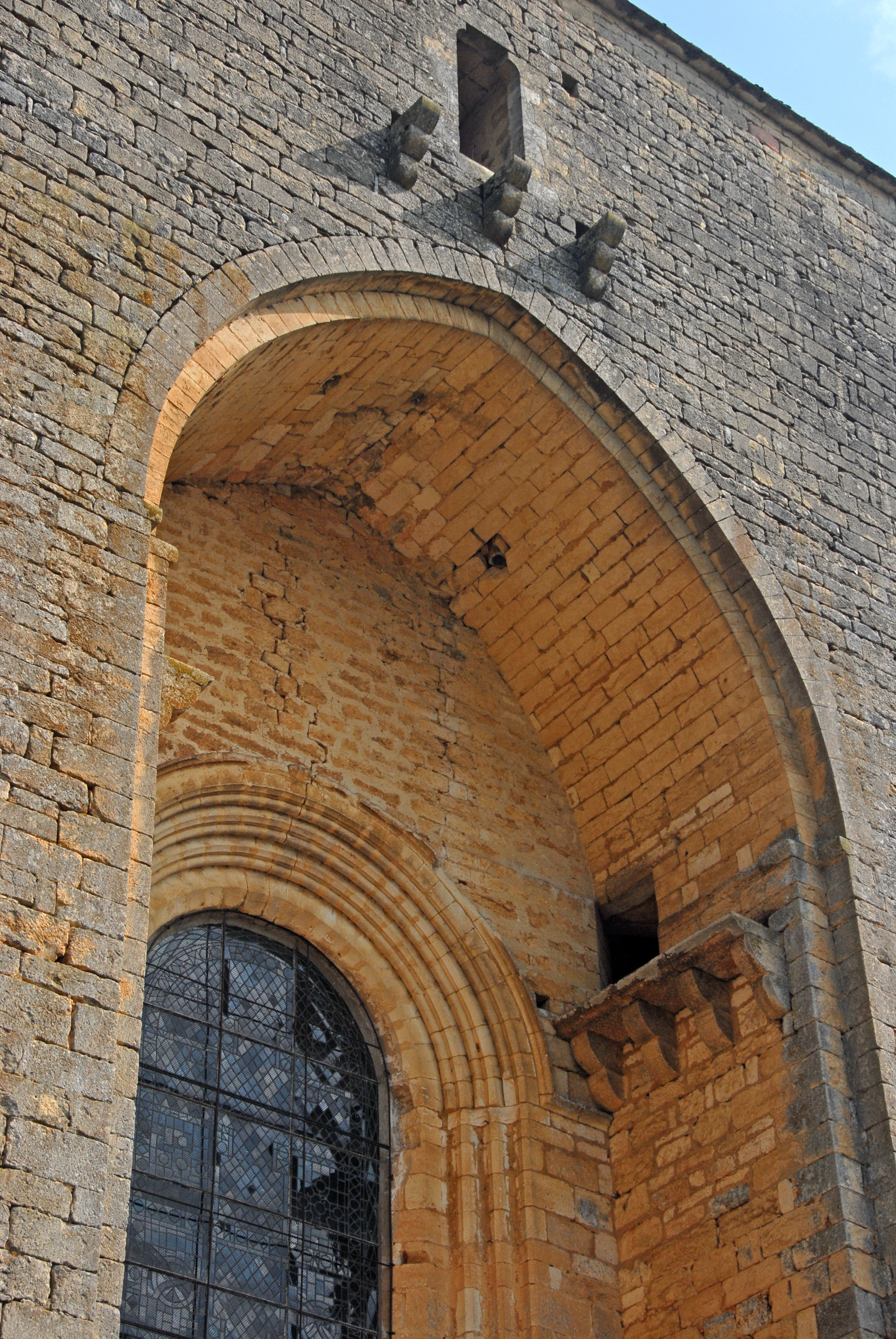
Saint-Amand-de-Coly, Verteidigungselemente am Portalturm, mit Wanddurchlässen

Über den genauen Zeitpunkt der Gründung der Abteikirche und deren Frühzeit ist nichts bekannt. Ihre Baudaten lassen sich nur angenähert rekonstruieren. In der linken Seitenwand der nördlichen Querhauskapelle ist ein Mauerstein in Farbe des umgebenden Mauerwerks mit einer lateinischen Grabinschrift versehen worden. Im Text erwähnt ist der hier bestattete Abt Wilhelm, der als Erbauer der Kirche gilt. Sein Todestag ist nach den Quellen zwischen 1125 und 1150 zu datieren. Es wird angenommen, dass zur Zeit seiner Beisetzung zumindest der Chor und das ganze Querhaus fertiggestellt sein mussten. Daraus wiederum folgen die Vermutungen, dass mit den Bauarbeiten der Abteikirche Anfang des 12. Jahrhunderts begonnen wurde und das gesamte Bauwerk Anfang des 13. Jahrhunderts fertiggestellt war.
Es wurde in nachstehender Reihenfolge errichtet: Nördlicher Querschiffarm und dessen Kapelle, der Chor, südlicher Querschiffarm und dessen Kapelle, der gewaltige Glocken-Portalturm und die Basen der Langhauswände. Deren Erhöhung und die darin befindlichen Fenster fielen in die gotische Bauperiode, wie auch das große Fenster über dem Portal und die Einwölbung des Chors.
Vor Beginn der Bauarbeiten an der Kirche werden schon Teile der Abteigebäude des Augustiner Chorherrenstiftes und dessen Vorgängern errichtet und von der Mönchsgemeinschaft genutzt worden sein. Parallel zu den Arbeiten an der Abteikirche entwickelte sich dann auch die Veränderung und Erweiterung der Abteigebäude, beginnend mit dem Kreuzgang im Winkel zwischen Schiff und südlichem Querhausarm und dann weiter in südlicher Richtung. An den Wandoberflächen der Kirche sind Konturen der Anschlussbauten zu erkennen.

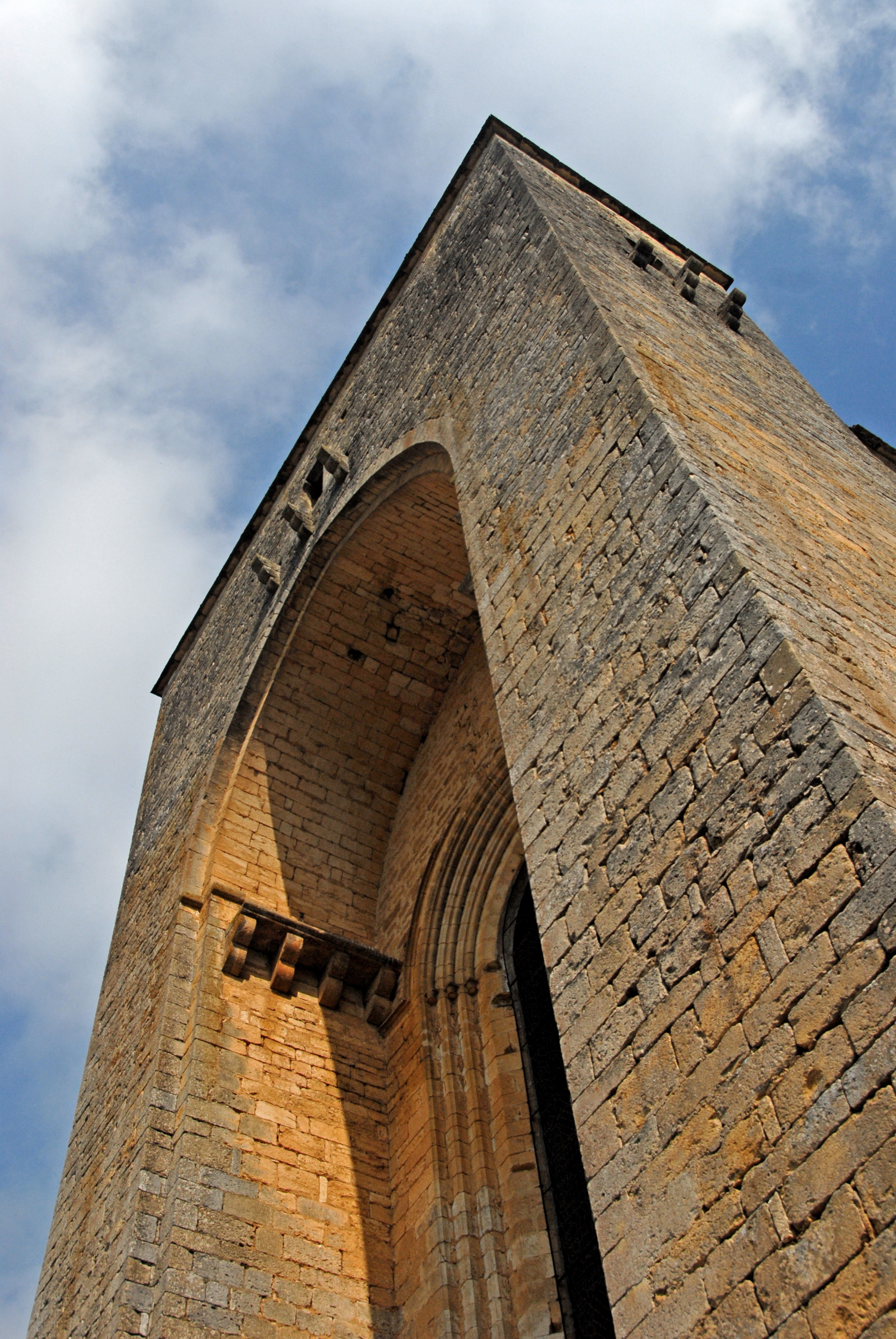
Saint-Amand-de-Coly, Portalturm Nische, überwölbt

Die Blütezeit der Abtei ist für das 12., 13. bis ins 14. Jahrhundert reichend anzunehmen. Etliche Dokumente aus der Zeit belegen bedeutenden Landbesitz im späten 12. Jahrhundert, der dem Kloster Wohlstand und Ansehen bescherte. Im Laufe der Jahre waren im Zuständigkeitsbereich von Saint-Amand immerhin neunzehn Kirchen und Priorate entstanden und ihm unterstellt. In der Mitte des 13. Jahrhunderts reichte die Anzahl der Chorherren nicht mehr aus, um die vielen Außenposten mit Gottesdiensten zu versorgen. Auf Anforderung des Abtes in Rom, wurden 1263 von Papst Urban IV. der Abtei vier neue Geistliche zugeteilt.
Die Zeit des Wohlstandes war keineswegs eine ruhige. Die Abtei musste sich mehrfach zur Abwendung größerer Schäden, infolge von Überfällen durch Feudalherrschaften, unter den Schutz des Königs von Frankreich und dessen Seneschall stellen.
Im Oktober 1304 wurde die Abtei vom Heiligen Stuhl in Avignon dem Erzbischof von Bordeaux, Bertrand de Goth, dem späteren Papst Clemens V., unterstellt. Sein Nachfolger Johannes XXII. schuf das neue Bistum Sarlat, dem auch das Kloster Saint-Amand angeschlossen wurde.
1381 wurde in Saint-Amand mit dem Bau eines Krankenhauses für die Armen der Region begonnen. Nach einer Restaurierung im 18. Jahrhundert ist das Gebäude heute noch erhalten.
Gegen Mitte des 14. Jahrhunderts, zu Beginn des Hundertjährigen Krieges, wurde das Bauwerk der Kirche von Saint-Amand militärisch aufgerüstet und zum Verteidigungsbollwerk umgebaut. Hierzu zählen vor allem das stufenförmige Hochführen der Giebelwände der Querhausarme und des Chors weit über die Dachflächen hinaus und die Ausstattung der oberen Ränder der Außenwände mit hölzernen Erkern auf Kragsteinen und darin angelegten Schießscharten. Ferner sind die inneren vertikalen und horizontalen Verteilungswege aus Treppen, Laufstegen auf Kragsteinen, Wanddurchlässen und weiteres zu nennen – alles Maßnahmen zur Bewegung und zum Schutz der sich hoch oben verschanzenden Verteidiger.
In dieser Zeit wird auch die große Wehrmauer um die gesamte Anlage der Abtei mit den eingebundenen Wehrtürmen und -toren entstanden oder verstärkt worden sein.

### Die Schritte zum Untergang, Kriege, Epidemien und Missbrauch der Commende
1348 rottete die erste große Pestepidemie fast ein Drittel der Bevölkerung Frankreichs aus. Es kam zu Versorgungsengpässen und Hungersnöten.
Das Périgord steht im Hundertjährigen Krieg (1339–1453) im Mittelpunkt der Feindseligkeiten zwischen Frankreich und England, in dessen Verlauf Frankreich an den Rand seiner Existenz gedrängt wurde.
Auch die Abtei Saint-Amand-de-Coly wurde nicht von den Wirren der Kriege verschont. Insbesondere ihre starken Verteidigungsanlagen machten sie für die Kriegsparteien zu einem begehrten Objekt ihrer Kampfhandlungen.
1449, gegen Ende der Kriege, stürzte die „Festung“ Saint-Amand zur Hälfte ein, die Klostergebäude waren fast vollständig zerstört und in den umfassenden Wehrmauern klafften große Lücken. Es verblieb nur noch ein Mönch. In den Ruinen des Kirchengebäudes konnten keine Gottesdienste mehr abgehalten werden.

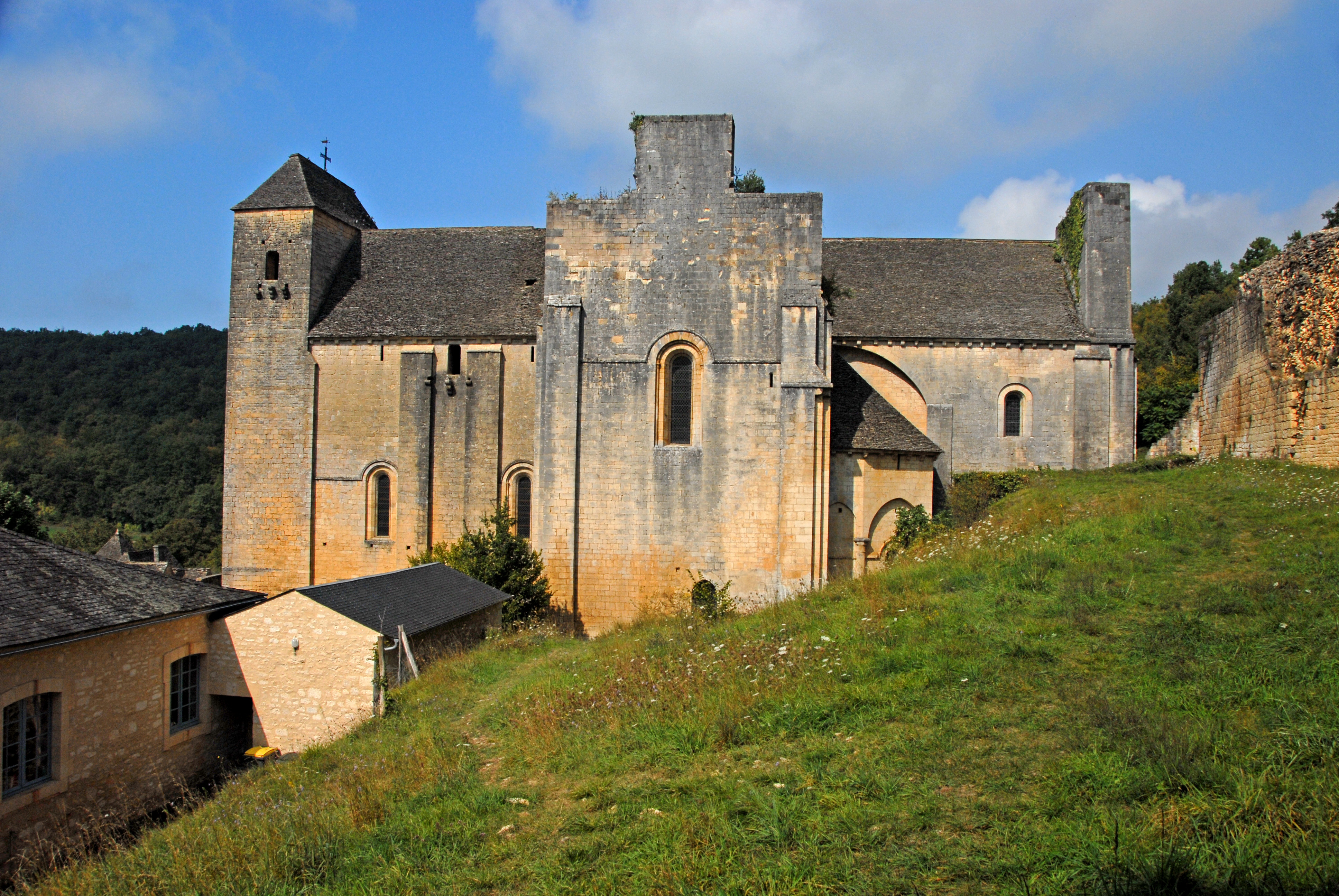
Saint-Amand-de-Coly, Südseite der Abteikirche

Danach folgte eine lange Periode der Rückbesinnung und des Wiederaufbaus, zugleich aber auch die Zeit der von außen zugeteilten Äbte und der religiösen Dekadenz.
Von 1449 bis 1504 unterstand die Abtei Saint-Amand den Äbten aus der Familie Bonald, die den teilweisen Wiederaufbau veranlassten. Im Konkordat von 1516 zwischen Franz I. und Papst Leo X. wurde dem König das Recht zur Wahl und Ernennung der Äbte eingeräumt. Die Bestellung der Äbte „im Ermessen der Krone“ führte häufig zu Missbrauch, indem fast ausschließlich Mitglieder der Königsfamilie zu Vorstehern der Abteien und Klöstern und deren Besitztümer wurden. Die Institution wurde sogar familiär weitervererbt, etwa von Onkel zu Neffe. Gegen 1514, unter Abt Kardinal Amanieu, wurden die heruntergewirtschafteten Abteigebäude aufgegeben.

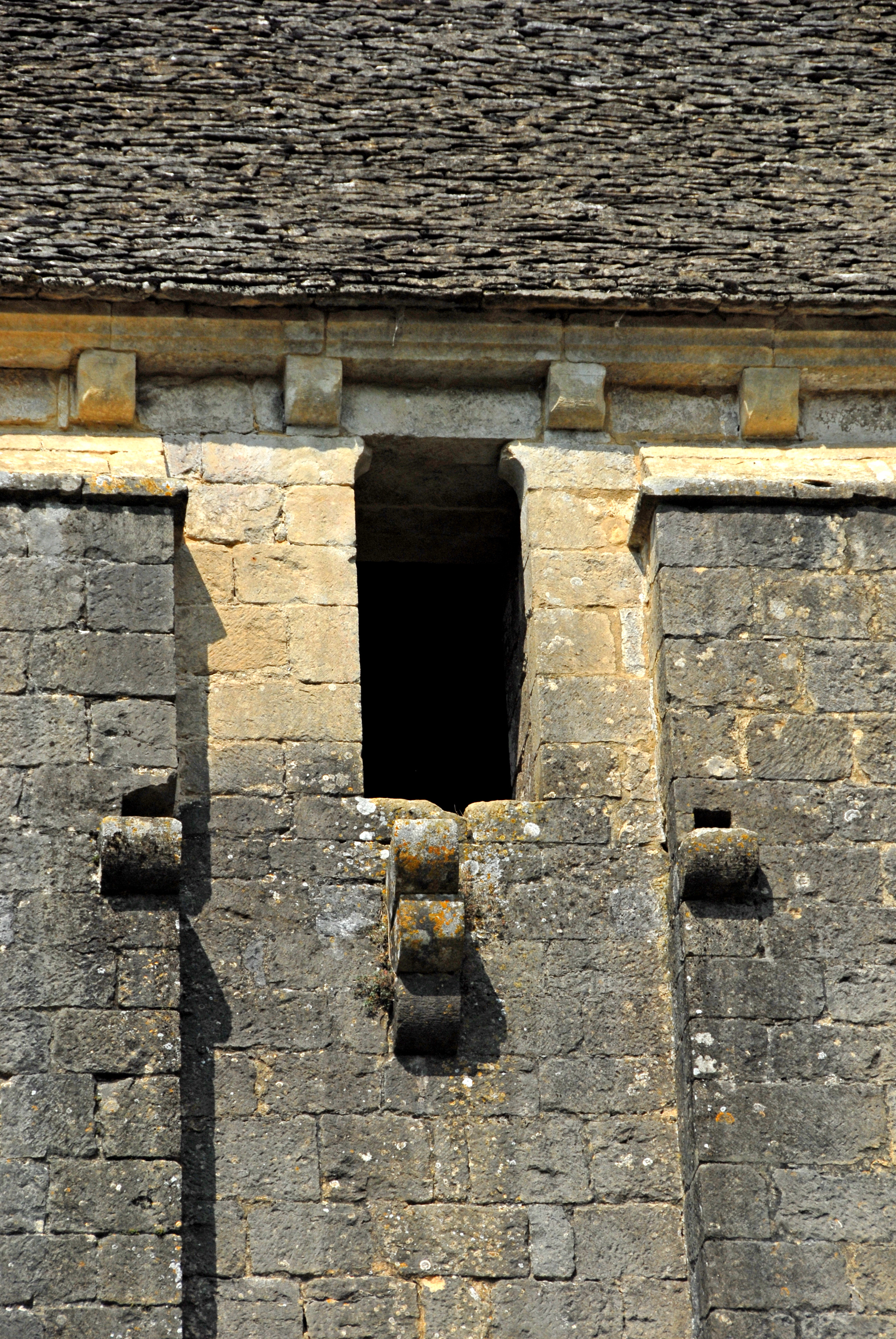
Saint-Amand-de-Coly, Anschlüsse für Verteidigungserker, Südwand

Bald nach Mitte des 16. Jahrhunderts begannen in den südwestlichen Provinzen Frankreichs die religiösen Auseinandersetzungen der großen Adelssippen, man spricht von den Religionskriegen zwischen Katholiken und den protestantischen Hugenotten. Auch jetzt blieb Saint-Amand nicht von den Kämpfen verschont. Im Jahr 1575 befahl Jean Cugnac, ein Kapitän der Hugenotten, seiner Kavallerie die Erstürmung und Plünderung der Abtei und ihrer Bücherei. Die städtische Miliz von Périgueux unter Seneschall von Bourdeille und die Männer um Henri von Noailles, die zur Hilfe der Abtei abkommandiert waren, hatten sich auf dem Gelände und in den Wehranlagen der Kirchenfestung verschanzt. Erst nach sechs Tagen Kanonade mussten die Verteidiger aufgeben. In die Giebelwand des nördlichen Querhausarms wurde durch Beschuss mit Kanonenkugeln eine große Bresche geschlagen, über die die Angreifer in die Kirche eindringen konnten. Die späteren Ausbesserungen sind heute noch zu erkennen. Es wird vermutet, dass zu dieser Zeit die Gebeine des Heiligen Amand verschwunden sind.
Ab 1525 gelangte die Abtei durch die missbräuchliche Bestellung der Äbte für 182 Jahre unter die Kontrolle der Familie Ferrières-Sauvebeuf. Die Äbte aus dieser Familie betrachteten die Abtei als Teil ihres Familienbesitzes, deren Einkünfte sie in andere ihrer Besitztümer investierten, beispielsweise in das Château de Sauvebeuf an der Vésère. Diese Misswirtschaft steuerte wesentlich zum materiellen und geistigen Verfall der Abtei zu Beginn des 18. Jahrhunderts bei.
Im Jahr 1746 waren noch drei Kanoniker und ein Abt verblieben, eine Anzahl, die gerade noch ausreicht, um nach den Regeln zu leben. Der König gestattete es, die Abtei aufzulösen. Die verbliebenen Einkünfte wurden dem Bischofssitz in Sarlat zugewiesen.
Mit Beginn der Revolution von 1789 wurde aus der Abteikirche die Pfarrkirche Saint-Amand-de-Coly. Die Archive der Abtei, die in der Burg von Coly aufbewahrt wurden, gingen bei deren Zerstörung verloren. Die Überreste des Abteigebäudes wurden zum Abbruch verkauft. Damit war unweigerlich das Ende des Klosters beschieden.

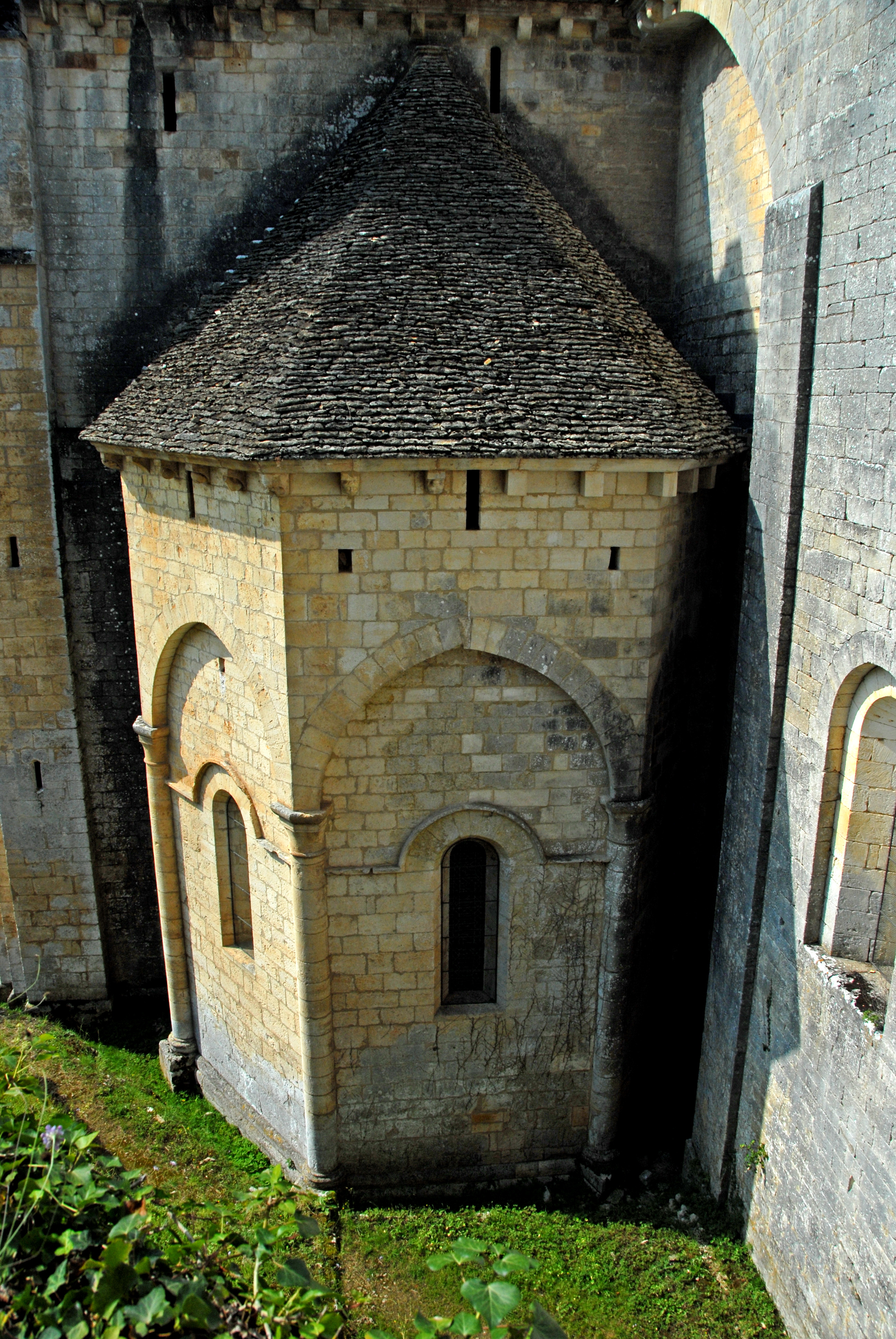
Saint-Amand-de-Coly, südl. Kapelle, von Osten

### Die jüngste Geschichte der Pfarrkirche Saint-Amand
Im 19. Jahrhundert fehlte es an Mitteln, um dem Verfall des Kirchengebäudes Einhalt zu gebieten. Der von 1886 bis 1899 amtierende Pfarrer Carrier notierte: „Das Dach ist im schlechten Zustand und Regenwasser dringt in großen Mengen ein. Die Fenster sind bis auf drei zugemauert. Das durch die Wände eindringende Wasser durchnässt das Innere und gefriert zu Eis. Der Schutt und die Trümmer um das Gebäude türmen sich bis zu zehn Metern Höhe.“
Pfarrer Carrier bewegte die Bevölkerung der kleinen Gemeinde von knapp 400 Personen, zusammen mit ihm die Räumung der unmittelbaren Umgebung der Kirche zu betreiben, die Basen der Mauern freizulegen und einen Umgang um das Gebäude herum in Höhe des Kirchenbodens anzulegen. Um Erdrutsche zu verhindern, errichtete man an den gefährdeten Stellen eine Stützmauer.
Von den Arbeitseinsätzen des Pfarrers Carrier und seiner Gemeinde ausgelöst, wurde die Kirche im Jahr 1886 als Monument Historique klassifiziert und unter Denkmalschutz gestellt. Damit verbunden waren umfangreiche Bauarbeiten zum Erhalt, zur Sanierung und Wiederherstellung des Bauwerks und seiner Ausstattung nach den Maßgaben des Denkmalschutzes. Die gleiche Zuwendung erfuhren auch die Ruinen der Wehrmauer und die wenigen Spuren der Abteigebäude.

## Das Kirchenbauwerk

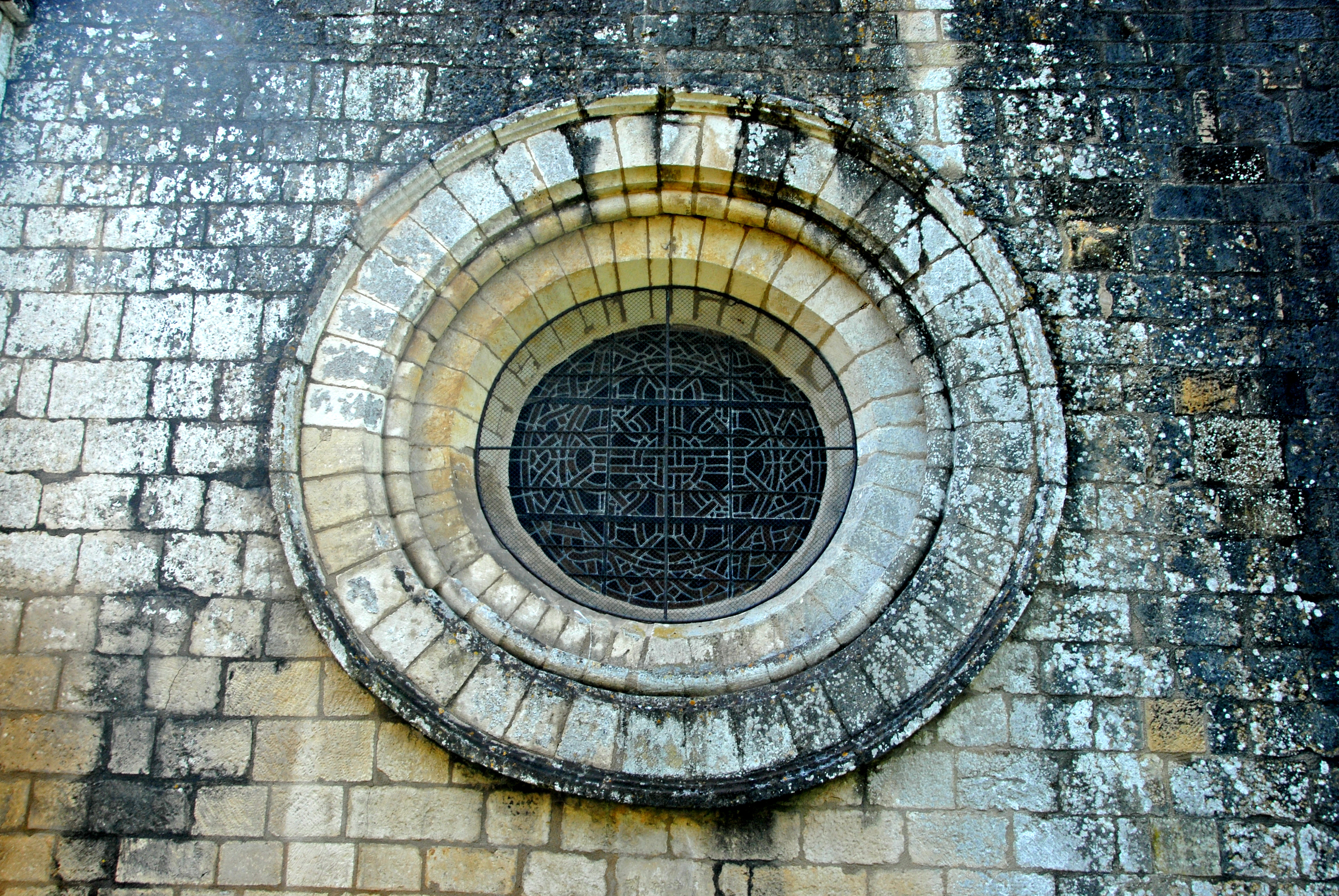
Saint-Amand-de-Coly, Ochsenauge im Chor

### Äußere Gestalt
Der Grundriss der Kirche entspricht einem lateinischen Kreuz, der Mittelpfosten aus Schiff und Chor und die Kreuzarme aus dem Querschiff. Die äußeren Dimensionen betragen: Länge 48,17 Meter und Breite (Querschifflänge) 26,76 Meter. Der Portalturms misst 30,00 Meter, die Höhe der Dachfirste der Schiffe dürfte am westlichen Ende des Schiffs um 27 Meter liegen und nimmt in Richtung Chor entsprechend dem Geländeanstieg ab.

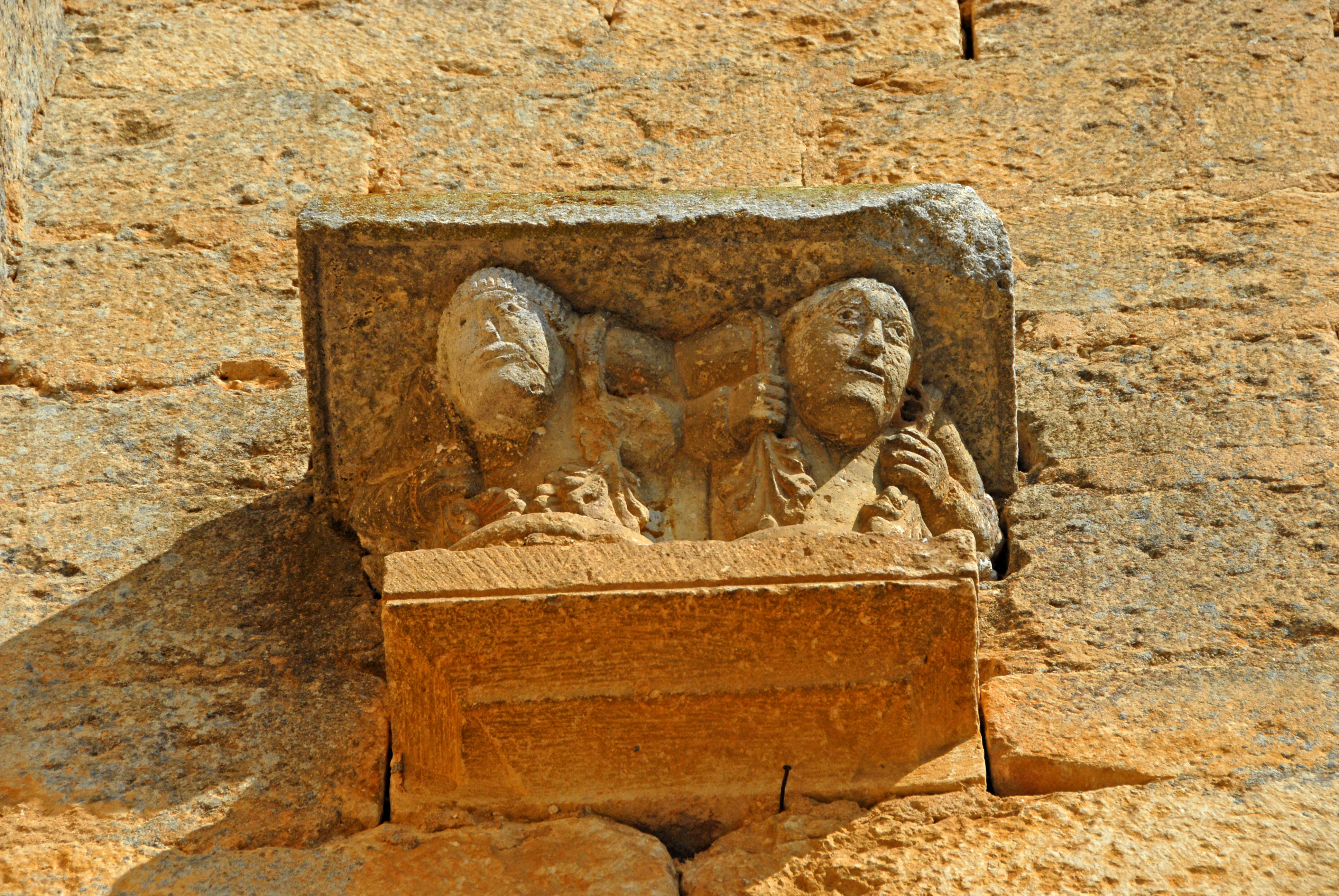
Saint-Amand-de-Coly, nördl.Kapitell über Portal

Die westlichen Teile der Kirche aus Portalturm, Schiff und Querhaus ragen gänzlich über das umgebende Niveau des Geländes hinaus, das für die ehemals anschließenden Klostergebäude weitläufig eingeebnet worden ist. Die östlichen Gebäudeteile, die Querhausarme, die Kapellen und der Chor, „tauchen“ in das dort stark ansteigende Gelände hinein. Allerdings wurde das bis auf Höhe der Basen der Außenwände ausgehobene Gelände um eine Umgangsbreite abgerückt und dann bis auf Höhe der natürlichen Geländeoberfläche steil abgeböscht. Hier befindet sich der so genannte „Umgang des Abtes Carrier“.
Die ersten Eindrücke von der Kirche Saint-Amand-de-Coly werden geprägt durch den gewaltigen Portal- und Glockenturm, als Westgiebel des Schiffs. Auf einem Grundriss von 12,20 × 5,00 Metern überragt er mit seinen 30 Metern Höhe den First des Schiffs nur geringfügig. Eine lokale Besonderheit ist die riesige nach Westen weisende Nische, 6,10 Meter breit, 3,00 Meter tief und ungefähr so hoch wie das innere Schiff, oben abgeschlossen mit einem angespitzten Tonnengewölbe. Die Kante der Nische ist umlaufend mit einem rechtwinkligen Rückversatz des Mauerwerks verziert.

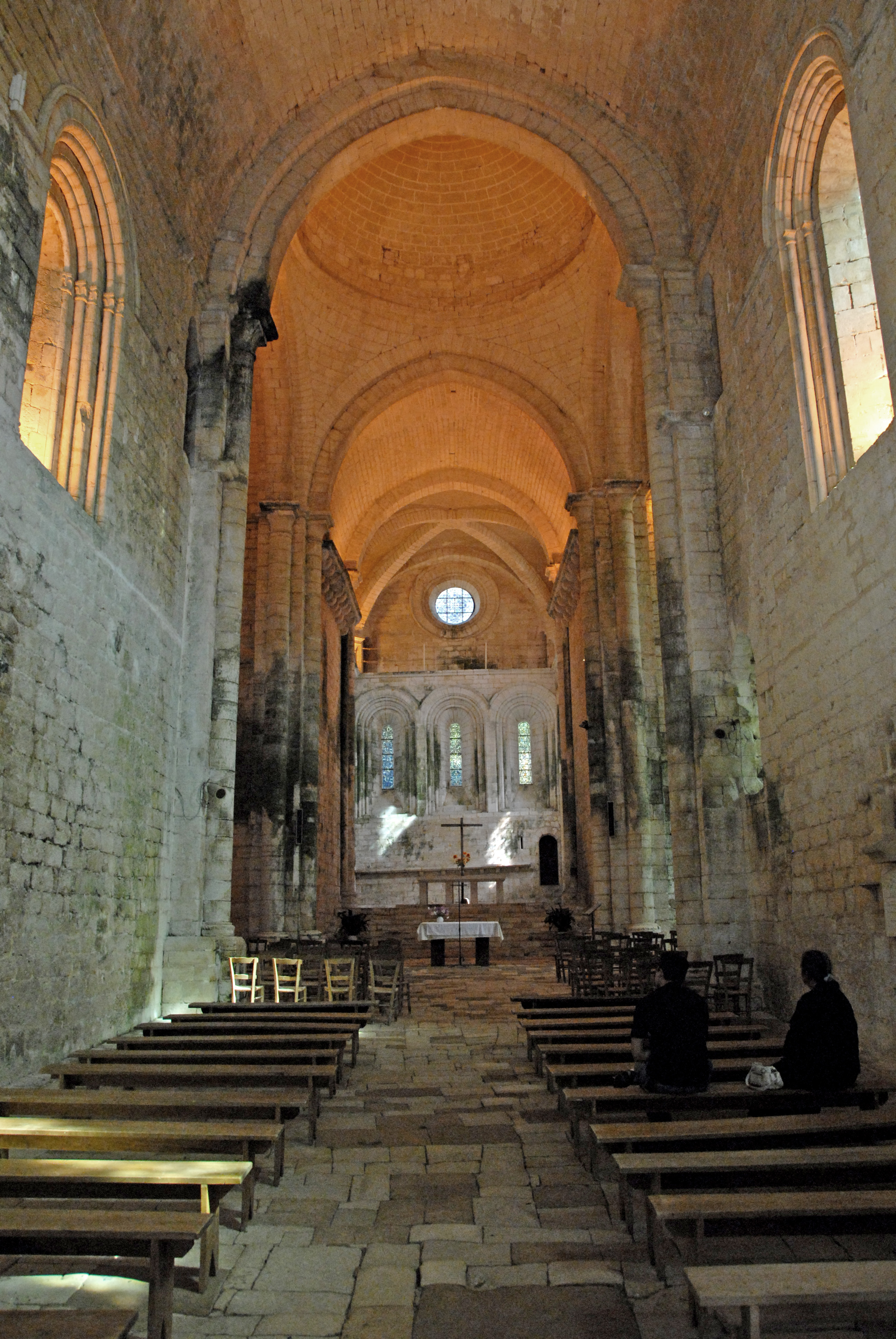
Saint-Amand-de-Coly, Schiff zum Chor

Im Nischenhintergrund befinden sich die Wandaussparungen des dreistufigen Archivoltenportals mit gotischen Spitzbögen und des großen vierstufigen Archivoltenfensters mit Rundbögen.
Die Archivolten der Bögen und die der Gewände haben keine Oberflächenstrukturen und sind nur durch Begleiter aus einfachen runden Stabprofilen gestaltet. Die äußeren Bögen sind eingefasst mit schmalen Zackenbändern. Die Archivoltenkapitelle werden mit einfachen pflanzlichen Gebilden geschmückt. Etwas oberhalb der Bogenscheitel des Portals ist auf jeder Seite ein figural skulptiertes Kapitell mit Kämpferplatte eingelassen. Beide Kapitelle hatten sicher einmal an anderer Stelle im Kirchengebäude tragende Funktion.
Etwa in Höhe der Archivoltenbögen des Fensters sind auf beiden Seitenwänden der großen Nische jeweils vier Kragsteine eingelassen, die steinerne Platten tragen. In Kriegszeiten waren dort hölzerne Balken und Bohlen aufgelegt und mit einer Balustrade ausgerüstet, hinter denen sich die Verteidiger des Portals geschützt aufhalten konnten.
Oberhalb des Nischengewölbes gibt es in Größe des Turmgrundrisses eine Glockenstube, die gleichzeitig eine wichtige Aufgabe im Verteidigungssystem des Gebäudes hatte. Neben der laufenden Beobachtung der Umgebung wurde von hier aus die Kirche unmittelbar verteidigt. Auf drei Seiten des Turmes, nach Norden, Westen und Süden, sind jeweils drei weit ausladende Kragsteine eingelassen, auf denen im Verteidigungsfall mit hölzernen Balken und Bohlen Erkerkonstruktionen aufgebaut worden sind, in denen in drei Richtungen, vermutlich auch nach unten hin, Schießscharten ausgespart waren. Durch mannshohe Mauerdurchlässe konnten die Verteidiger in die Erker hineingelangen und dort ihren Aufgaben nachkommen. Solche Verteidigungserker waren auf allen Seiten der Wehrkirche in Höhe der Wandkronen angeordnet. In einigen Fällen sind noch zusätzlich neben den Erkern Schießscharten in den Mauern ausgespart.
Die Längswände des Schiffs weisen zu ihrer Verstärkung auf der Nordseite drei, auf der Südseite zwei Mauervorlagen auf, die bis auf einzelne Ausnahmen bis zur Traufhöhe reichen. Weitere Mauervorlagen gibt es an allen Gebäudeecken.
Schiff, Querhaus und Chor besitzen gleiche Traufhöhe, eine Dachneigung um 50 Grad und eine einheitliche Höhe der Firste, die sich exakt über Mitte der Vierung kreuzen. Die Dachflächen sind mit grauen Steinschindeln gedeckt, die über Kragsteingesimsen als „echte“ Traufen auskragen.
Die Giebelwände des Querhauses sind stufenförmig über die Dachflächen hinausreichend hochgeführt, die Giebelwand des Chors reicht ohne Stufung bis über die Firsthöhe. Die nördliche polygonale Querhauskapelle besitzt nur unstrukturierte Wandflächen mit einfachen Graten auf den Ecken. Die südliche Querhauskapelle ist auf den Ecken mit Rundsäulen ausgestattet, auf denen Blendarkaden aufliegen.

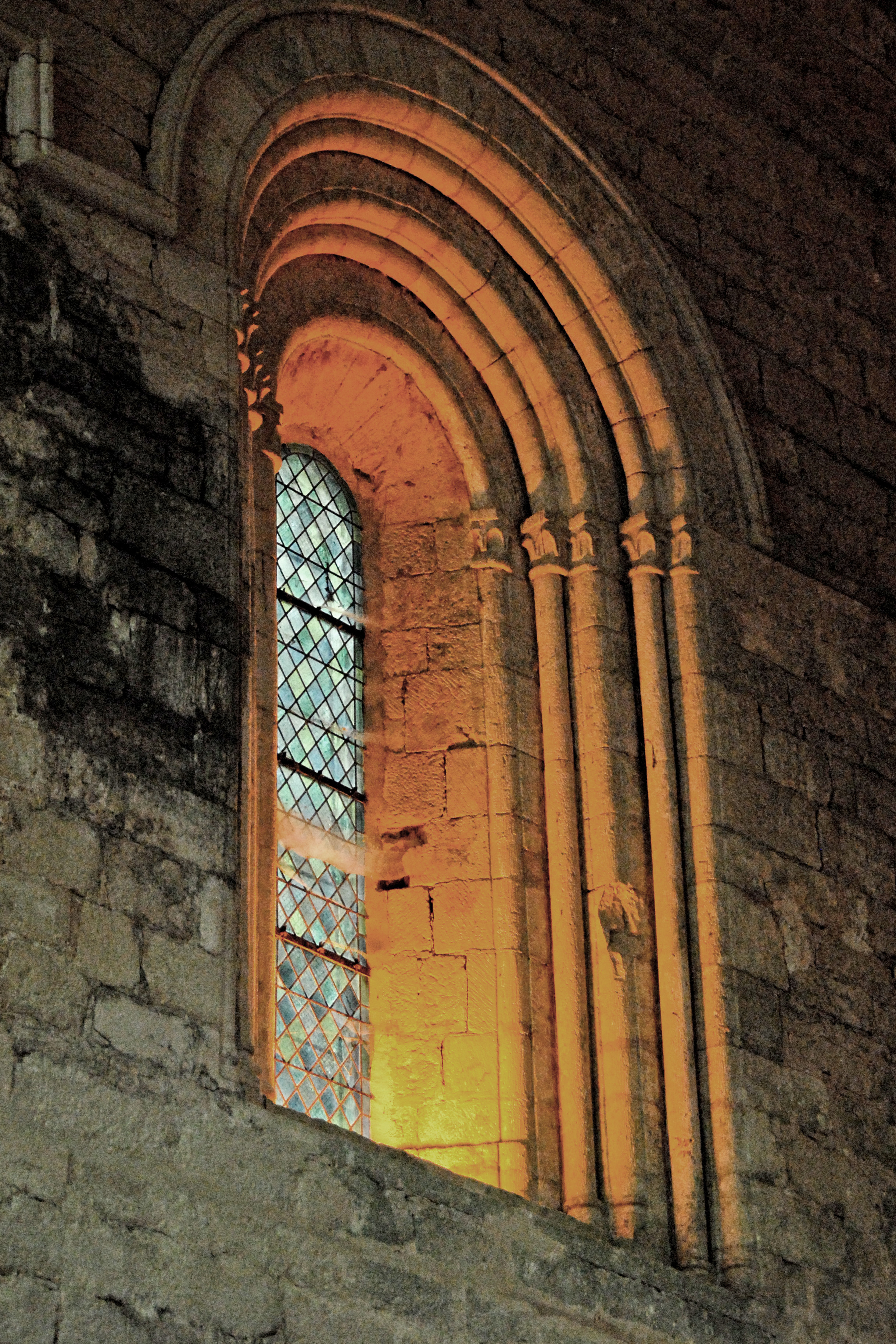
Saint-Amand-de-Coly, Fenster im Schiff

Die Fenster im Schiff und in den Giebeln der Querhausarme haben halbkreisförmige Bögen. Sie werden von rechtwinkligen Rückversätzen im Mauerwerk eingerahmt, in denen Begleiter aus Rundstäben angeordnet sind. Auf dem Giebel des nördlichen Querhausarm besitzt das Fenster einen Rundbogen der von mozarabischen Stilelementen mit kleinen Blendarkaden aus Hufeisenbögen geschmückt ist, vermutlich ein „Import“ aus Spanien. Der Chor ist mit kleineren Rundbogenfenstern ausgestattet, mit einfachen Rückversätzen des Mauerwerks. Die Giebelwand des Chors hat oberhalb der drei Rundbogenfenster ein zusätzliches kreisförmiges Fenster, ein so genanntes Ochsenauge.

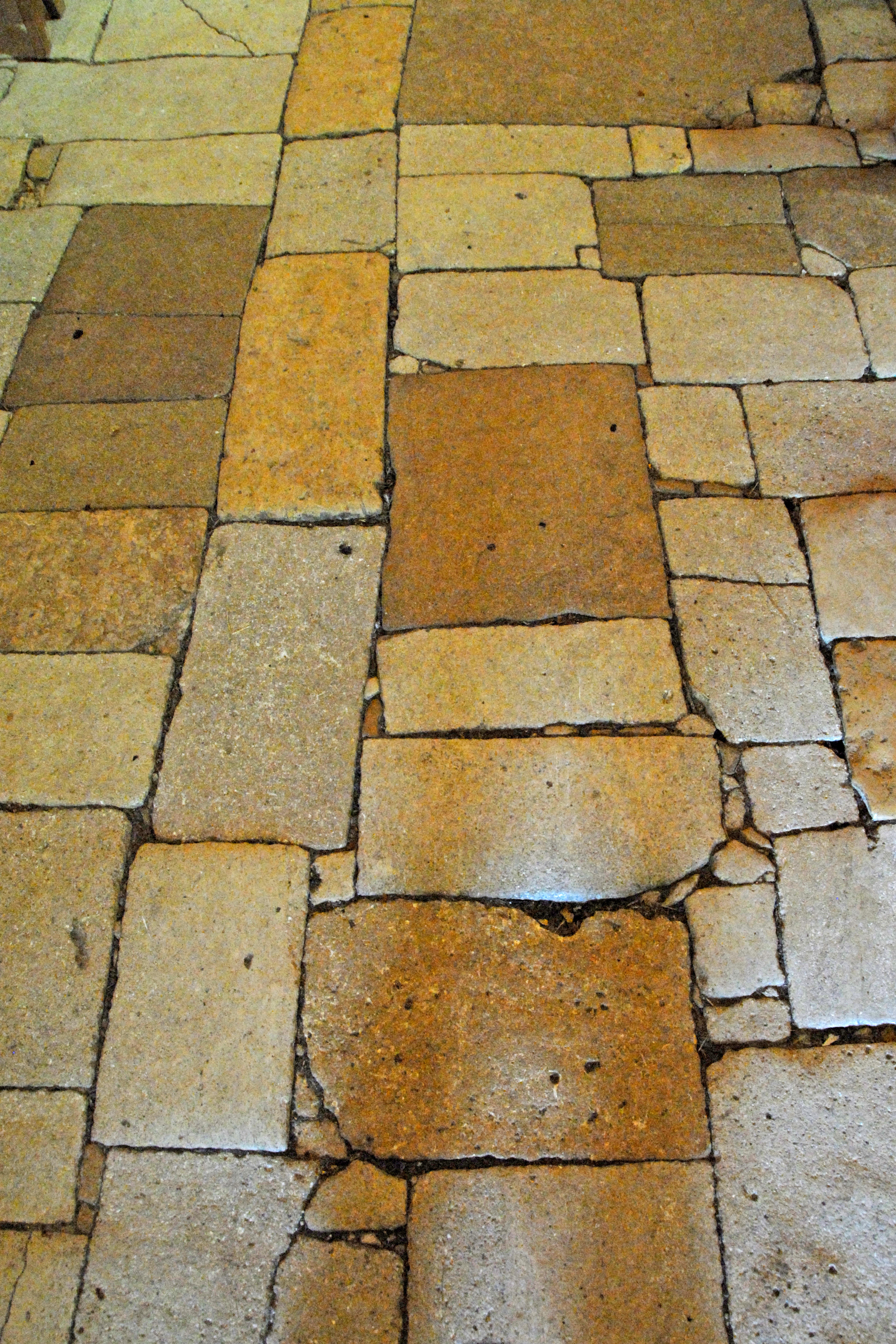
Saint-Amand-de-Coly, Bodenbelag im Schiff

Der Mauerstein der Außenwände hat in den unteren Partien des Gebäudes und unter kaum bewitterten Rücksprüngen noch seine gelbe bis orangegelbe Ursprungsfarbe erhalten, demgegenüber sind die stärker bewitterten oberen Gebäudebereiche grau bis dunkelgrau.

### Inneres

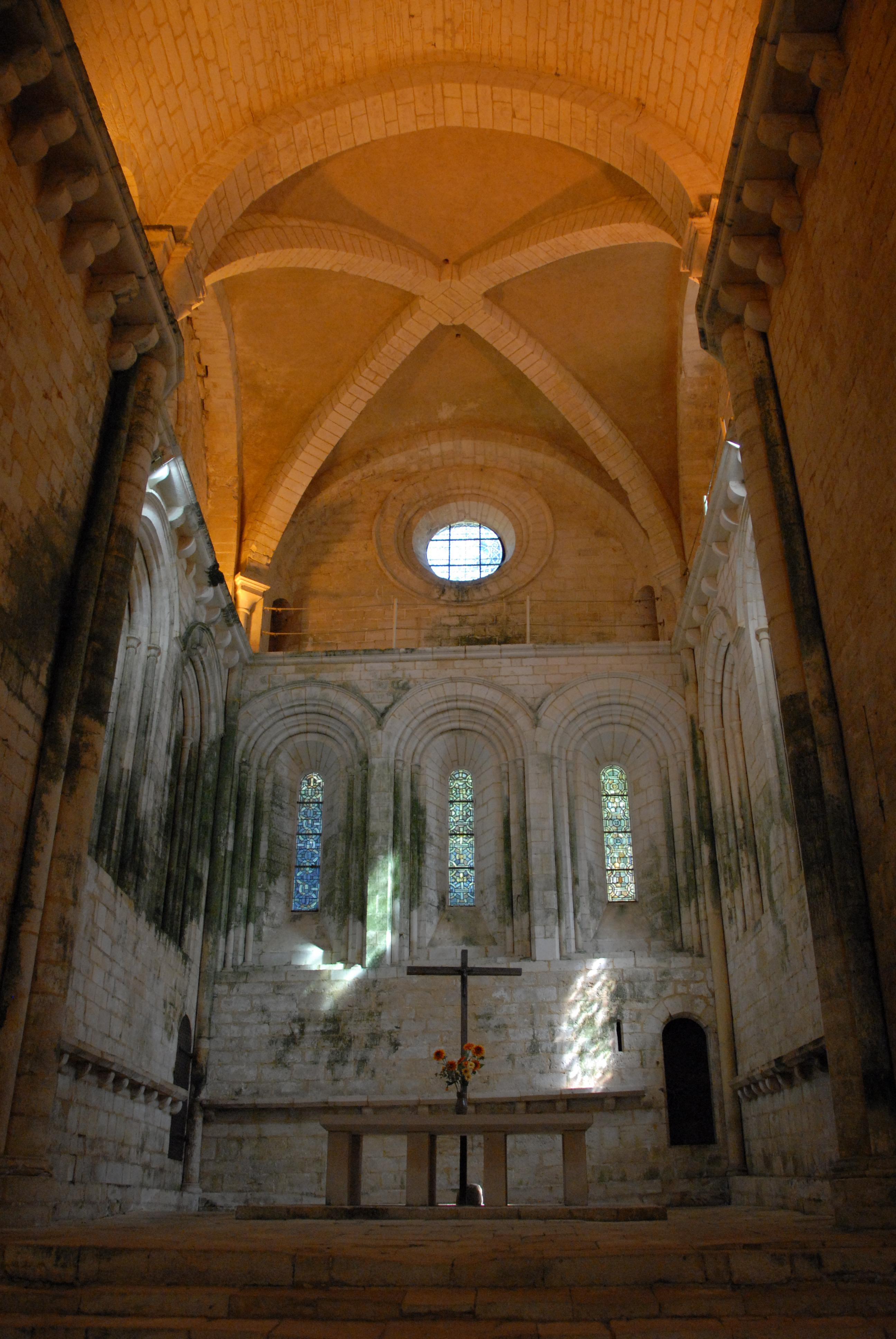
Saint-Amand-de-Coly, Chor

Wenn man das Kirchenschiff über die zahlreichen Stufen der äußeren Zugangstreppe durch das erhabene Portal mit seiner hohen Überwölbung betritt, so geht es zunächst noch einmal weiter treppauf. Mitten im Schiff stellt man fest, dass der Steinboden stufenlos in Richtung Vierung und Chor weiterhin ansteigt. Hinter der Vierung steigt man acht Stufen hinauf bis in den vordersten Teil des Chores. Dieser Anstieg des inneren Bodens entspricht weitgehend der Höhenentwicklung des ursprünglichen Geländes. Zusammen mit der ungewöhnlich großen Höhe der Schiffe wird damit dem gläubigen Besucher der Eindruck des geistigen Aufstrebens vermittelt.
Die innere Länge von Schiff, Vierung und Chor misst 40,85 Meter. Das Schiff ist mit 17 Meter nur 2 Meter länger als der Chorraum. Das Querschiff ist innen 27 Meter lang einschließlich der Vierung.
Das Schiff, die Querhausarme und der erste Teil des Chores sind mit angespitzten Tonnengewölben in gleicher Höhe überdeckt. Die Vierung ist mit einer halbkugelförmigen Kuppel auf vier Pendentifs (Hängezwickel) überwölbt. Das östliche Quadrat des Chores wird mit einem Kreuzrippengewölbe überdeckt, dessen breite, eher plump wirkende Rippen und der aus sieben Stücken bestehende Schlussstein so gar nicht an die Gotik denken lassen. Die Querhauskapellen haben zusammengesetzte Überwölbungen aus angespitzten Tonnen und Kreuzgratgewölben.

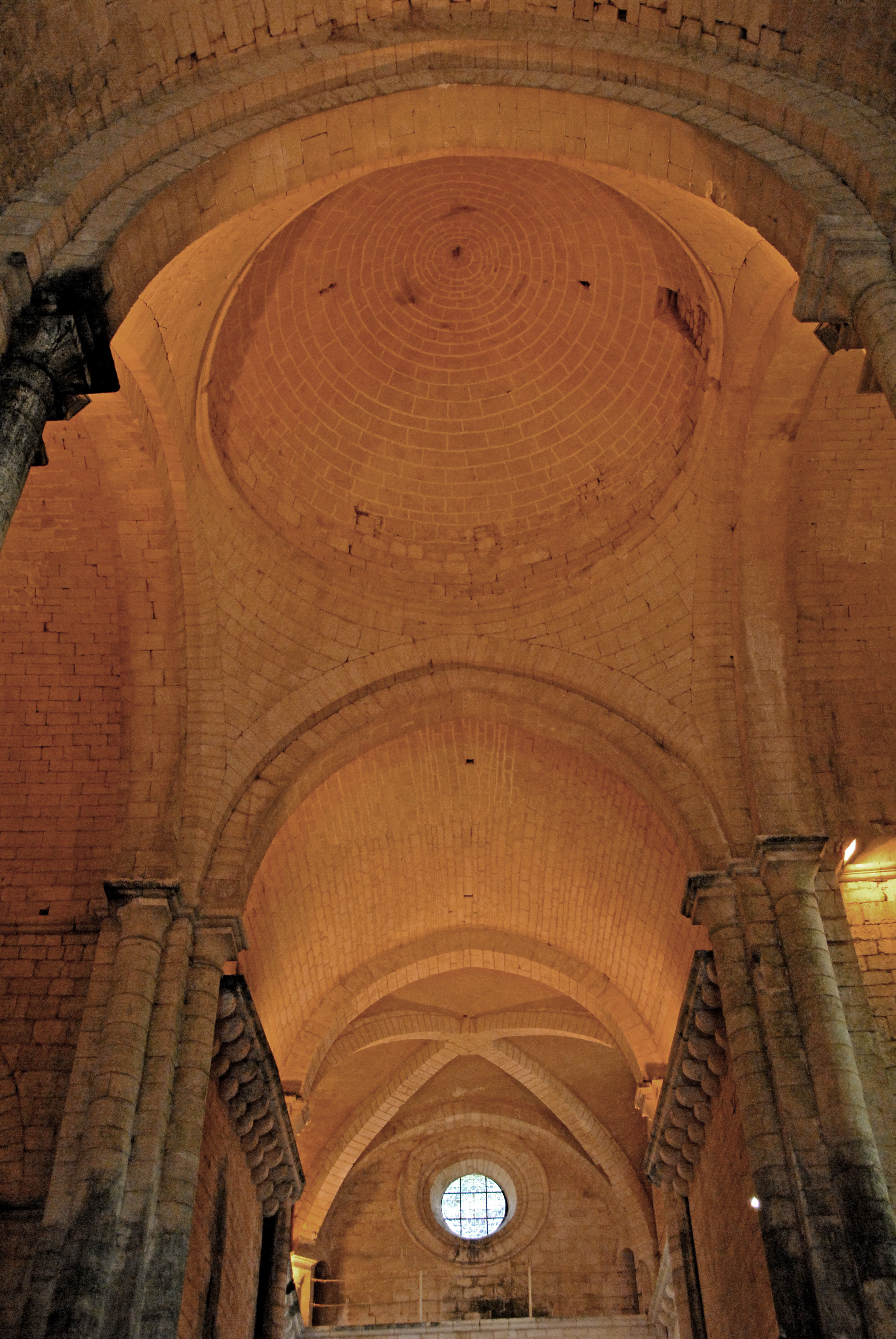
Saint-Amand-de-Coly, Pendentifkuppel der Vierung und Chorgewölbe

Im Schiff werden das Gewölbe und die Wand durch ein einfaches Kraggesims getrennt. In den Querhausarmen und im Chor kommen zu der vorstehenden Unterteilung noch Laufstege hinzu, die auf kräftigen Kragsteinen aufliegen. Sie sind untereinander und zu den Dachräumen hin über den Gewölben mit Wanddurchlässen verbunden. Zu ihnen hoch führen mehrere Spindeltreppen innerhalb der Gebäudewände. Diese Einrichtungen haben auch wieder militärische Bedeutung zur Verteidigung.

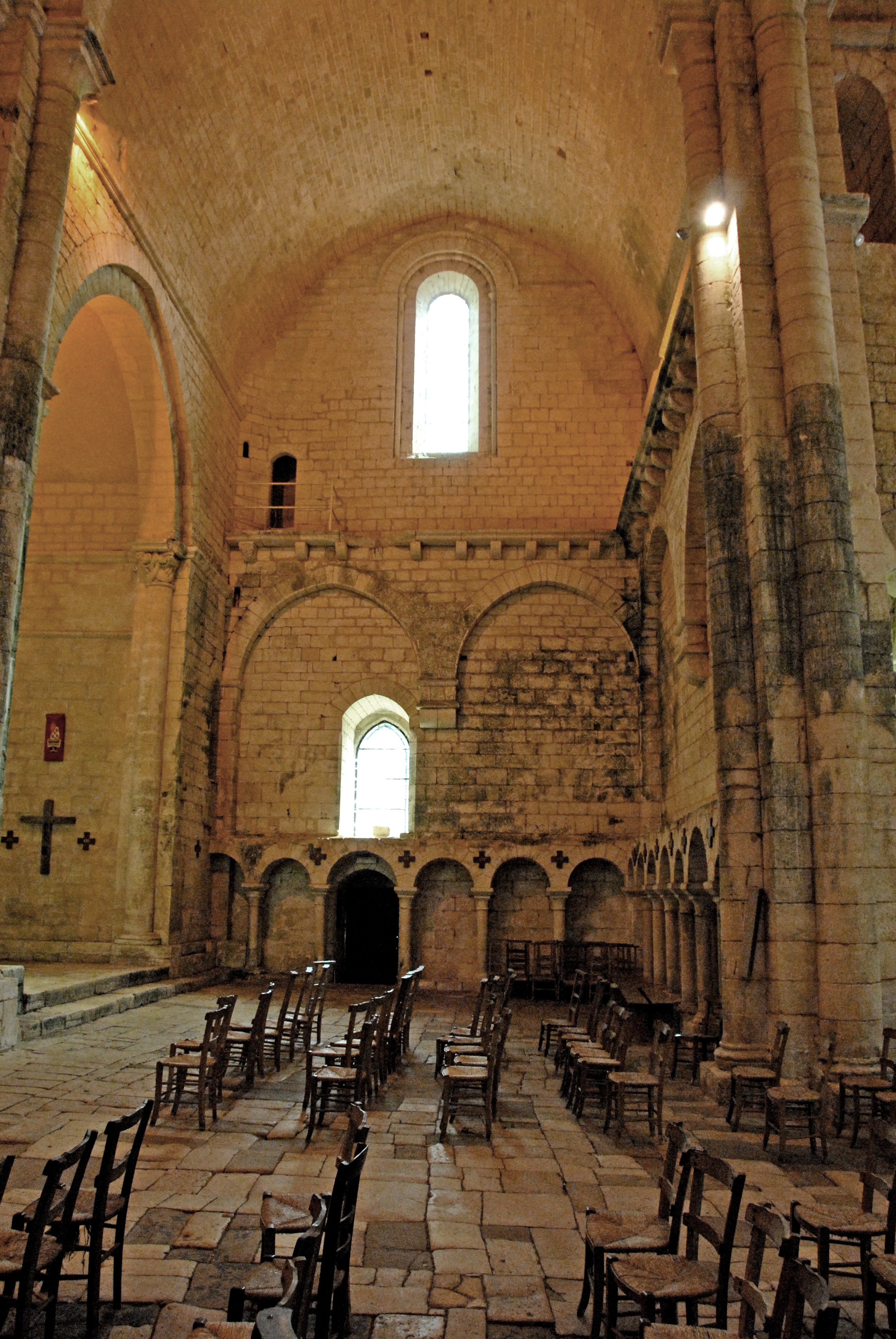
Saint-Amand-de-Coly, südl. Querhausarm, Arkatur

Die Pendentifkuppel der Vierung und die Vierungsbögen werden jeweils getragen von stabilen Quadratpfeilern, die durch vorgeblendete Rundsäulen zu Säulenbündeln werden. Ähnliche Säulenkombinationen finden sich unter den Bögen zum Chor und zu den Kapellen. Die darauf aufsitzenden Kapitelle sind fast ausschließlich schlicht gehalten, ohne Strukturen oder Skulpturen. Eine Ausnahme bildet ein Kapitell am südöstlichen Vierungspfeiler, welches aufwändig figürlich skulptiert ist. Es werden Monster dargestellt, die Menschen verschlingen, und damit den mittelalterlichen Betrachtern Angst vor Strafe einflößen sollten.

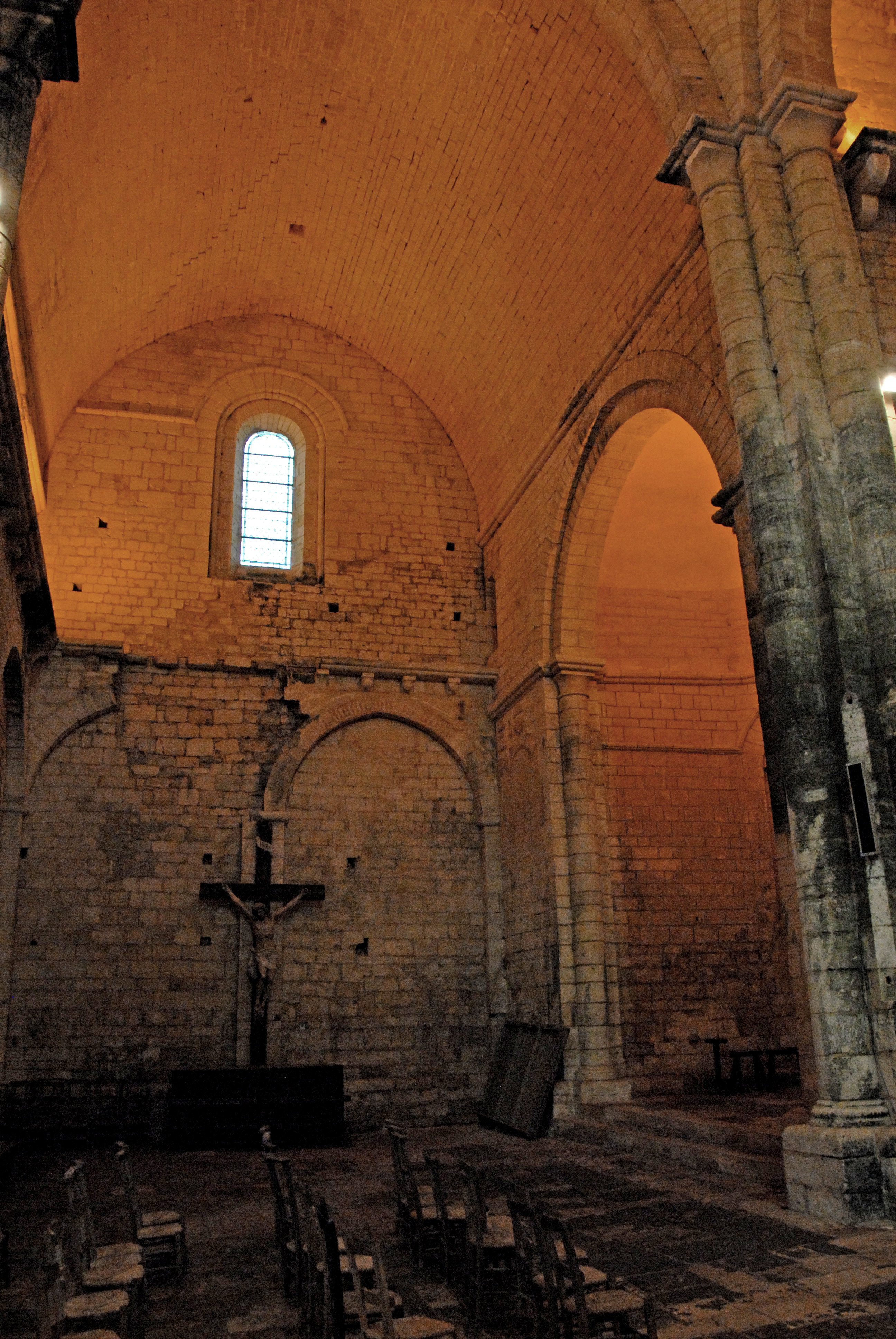
Saint-Amand-de-Coly, nördl. Querhausarm, Bresche

Die Giebel- und Rückwände der beiden Querhausarme sind unterhalb der Laufstege mit großen Blendarkaden je zur Hälfte unterteilt. Im südlichen Querhausarm, dem jüngeren von beiden, gibt es noch eine zusätzliche Wandgliederung, ebenfalls auf der Giebel- und der Rückwand, die vermutlich nachträglich vorgesetzt worden ist. Es handelt sich um die Aufstellung von elf paarweise hintereinander angeordneten Rundstützen mit zwölf aufsitzenden Arkadenbögen, die als Laufstege dienten. In der Giebel- und der Rückwand sind jeweils zwei Türen übereinander angeordnet, die eine unterhalb, die andere oberhalb des Laufstegs. Die beiden Türen in der Ecke zwischen Schiff und Querhaus führten hinaus zu dem wohl zweigeschossigen Kreuzgang der Abtei, die anderen beiden in der Giebelwand waren vermutlich Zugänge zu den Räumen der Abteigebäude, etwa zum Dormitorium im Obergeschoss.
Der nördlichen Querhausarm war zusammen mit seiner Kapelle und der darin befindlichen Grabstätte des Abtes Wilhelm die Urzelle der Abteikirche. Sie hat vermutlich schon vor Fertigstellung der übrigen Bauteile für Gottesdienste zur Verfügung gestanden. Es gibt daher in der Rückwand des Querhausarms eine zusätzliche Außentür. Über sie fanden später auch die Gemeindemitglieder von Saint-Amand Zugang zu Gottesdiensten in kleinerem Kreis.
Auf der nördlichen Wand der Kapelle ist eine 48 × 18 Zentimeter große Gedenktafel eingelassen, die sich farblich kaum vom umgebenden Mauerwerk unterscheidet und deshalb gerne übersehen wird. Ihre lateinische Inschrift in leoninischen Versen erinnert an das Wirken des hier bestatteten Abtes Wilhelm, des ersten Bauherrn der Abteikirche.

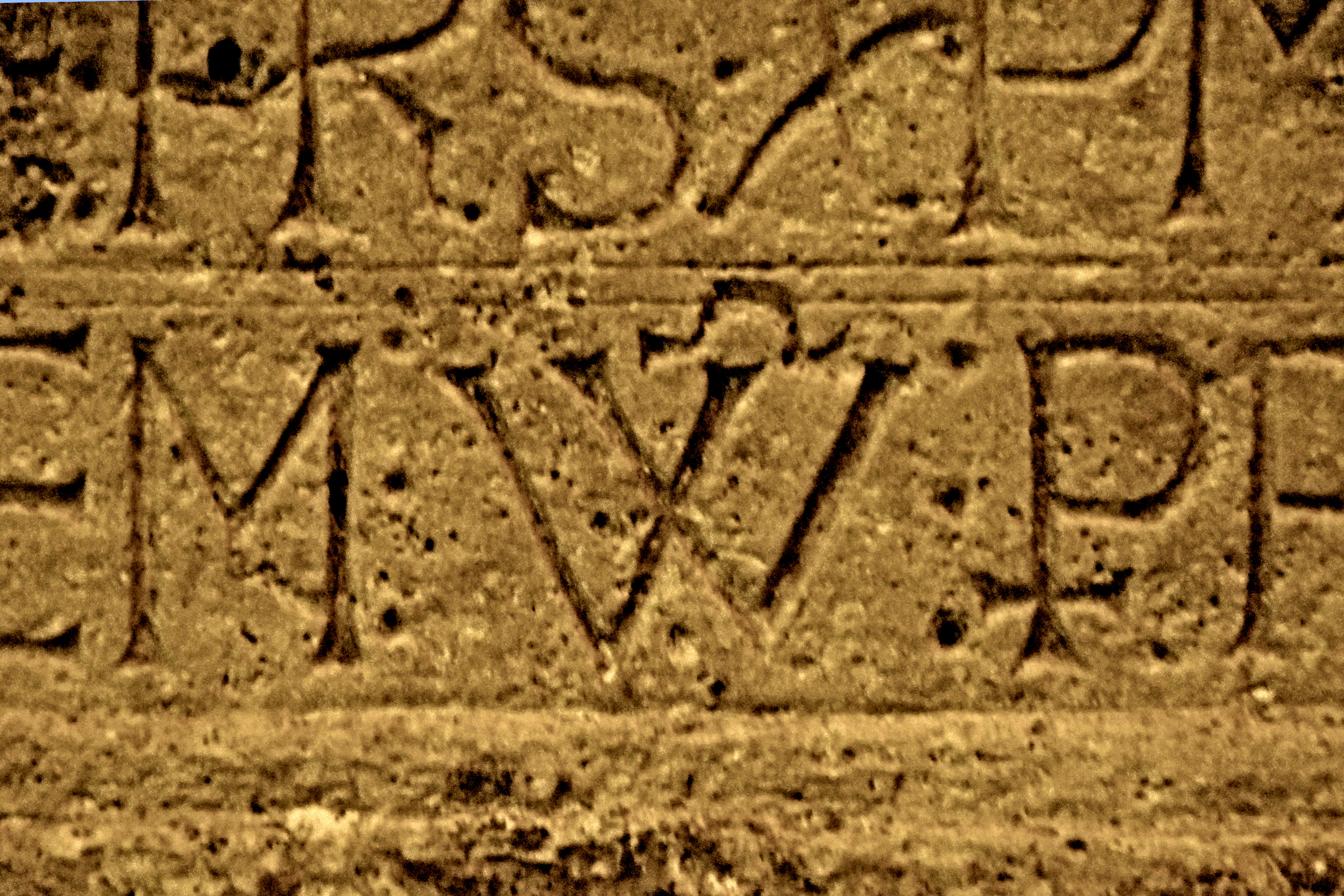
Saint-Amand-de-Coly, Kürzel Abt Wilhelm

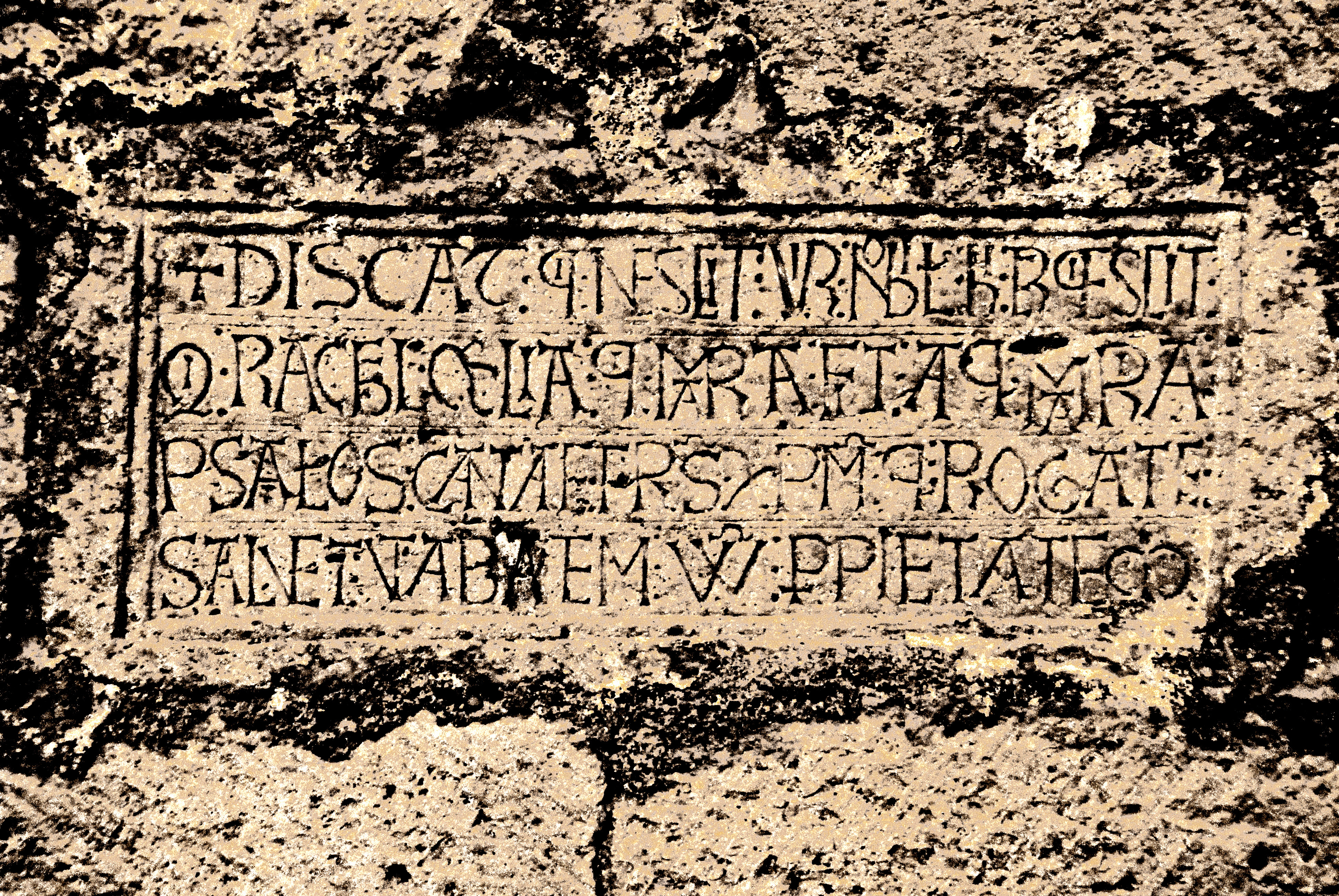
Saint-Amand-de-Coly, Gedenkstein Abt Wilhelm

| + DISCAT Q(U)I NESCIT VIR NOBIL(IS) HI(C) REQ(U)IESCIT Wenn ihr es noch nicht wisst, hier ruht ein berühmter Mann, Q(U)I RACHEL ET LIA Q(U)I MARTA FIT ATQ(U)E MARIA sein Leben ist vergleichbar mit dem der Rachel, Lia, Marta und Maria. PSAL(M)OS CANTATE FR(ATRE)S CHR(ISTU)MQ(UE) ROGATE Singt Psalmen, ihr Brüder, und betet zu Christus, SALVET UT ABATEM W(ILHELMUM) P(ER) PIETATEM er möge den frommen Abt Wilhelm erlösen. |

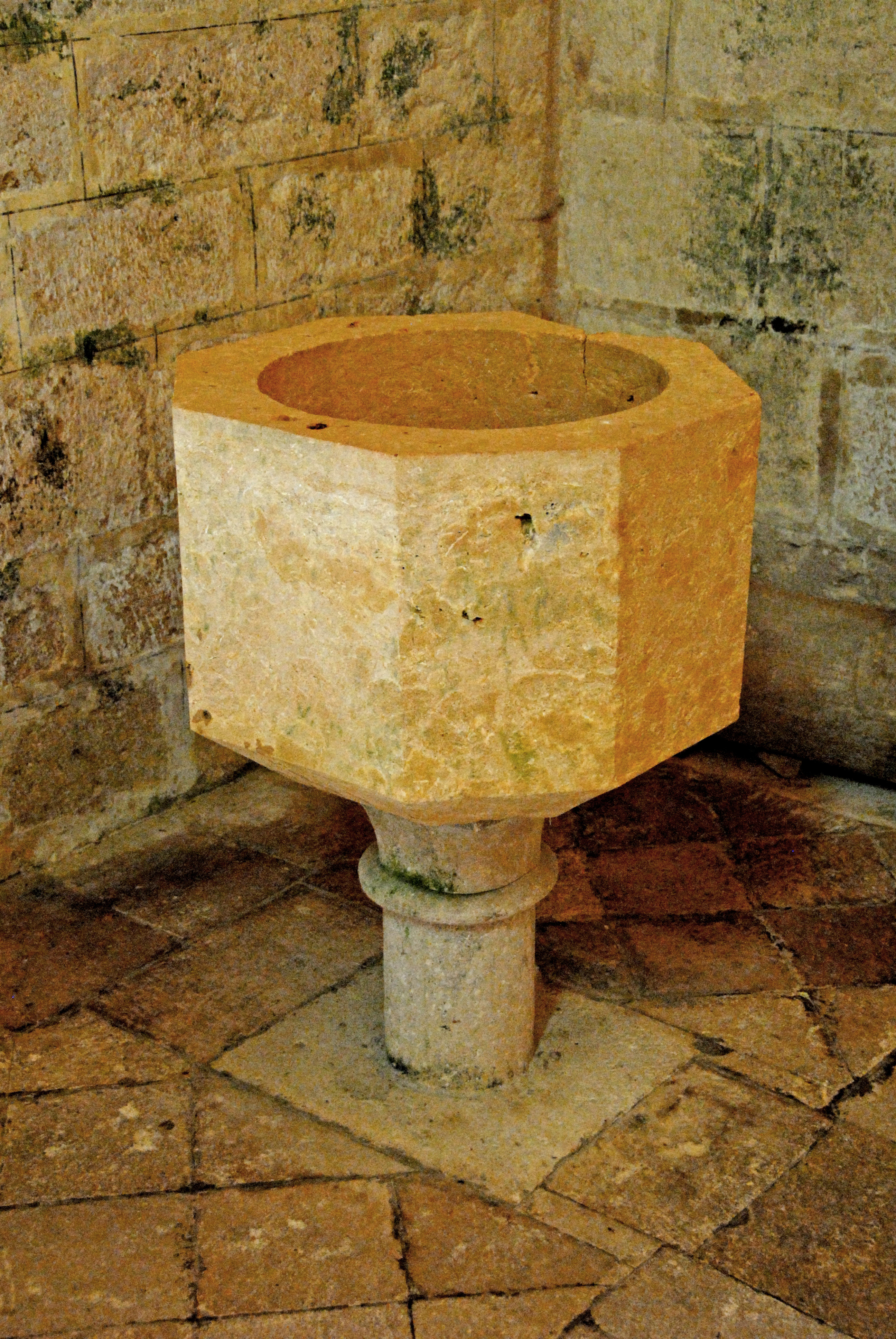
Saint-Amand-de-Coly, Taufstein

In der Giebelwand des nördlichen Querhausarms ist noch ein Zeugnis der Erstürmung der Abteikirche in den Religionskriegen deutlich zu erkennen, nämlich die durch längerfristige Kanonade der Hugenotten in das Mauerwerk geschlagene Bresche und deren notdürftige Reparatur, bei der die ehemalige Wandgliederung durch Blendarkaden außer Acht gelassen wurde.
Gleich nebenan, auf der vorderen Wand links neben der Kapelle, findet sich der Rest eines Freskos vom Anfang des 13. Jahrhunderts, dessen Darstellung kaum noch erkennbar ist. Es gibt folgende Deutung:
„Die Szene, die unter den Bögen zu sehen ist, ist wahrscheinlich eine Kreuzigung. Man erkennt deutlich das Kreuz, etwas schwerer zu erkennen ist der Kopf Christi mit einem Nimbus. Ganz in der Nähe, eine Figur, die nicht immer mit Nimbus dargestellt wird (zum Beispiel Joseph von Arimathäa). Sie löst sich über dem Kreuz auf. Auf der anderen Seite des Kreuzes deuten die Spuren von blauer Farbe wahrscheinlich auf das Kleid der Muttergottes. Wie üblich in Kreuzigungs-Darstellungen erscheint die Sonne auf der rechten Seite Christi und der Mond auf der linken Seite. Sonne und Mond sind hier in Form von Gespannen dargestellt. In diesem Zusammenhang ist es wahrscheinlich, dass die am besten erhaltene Partie eine Darstellung der Stadt Jerusalem ist. Das zentrale Gebäude, bedeckt mit einer Kuppel, wäre eine Darstellung Grabeskirche, und auf der linken ohne Zweifel der Turm Davids.“
Die mit halbkreisförmigen Bögen ausgestatteten Fenster sind bis auf das große Fenster in der Westwand dem romanischen Stil entsprechend kleinflächig und meist im oberen Bereich der Wände angeordnet. Sie werden optisch vergrößert durch die Abschrägung ihrer Leibungen. Fast alle sind eingerahmt von Rückversätzen der Wandkanten und zweifachen Begleitern aus Rundstäben.

### Überreste der Abtei und deren Befestigung
Die eigentlichen Abteigebäude schlossen an den Südwänden der Kirche an. Der Kreuzgang lag im Winkel zwischen Schiff und Querhaus und ist anhand von Spuren und wegen der vorhandenen übereinander angeordneten Türöffnungen zweigeschossig zu rekonstruieren. Das gilt vermutlich auch für die am südlichen Querhausgiebel anschließenden Abteigebäude. Die Grundmauern der ehemaligen Abteigebäude wurden durch archäologische Grabungen nachgewiesen. Die Bauten erstreckten sich von der Kirche aus in südlicher Richtung, wo noch eine große eingeebnete Fläche auf sie hinweist, und reichten vermutlich bis an die noch vorhandene Umfassungs-Wehrmauer.
Dank einer Restaurierung im 18. Jahrhundert ist in diesem Bereich das ehemalige Hospitium erhalten geblieben, ein Krankenhaus für die Armen der Region, mit dessen Bau 1381 begonnen wurde.
Auf der Nordseite der Kirche gibt es noch ein kleines Gebäude, das gleichzeitig die nordwestliche Ecke der Umfassungsmauer bildet und erst kürzlich restauriert worden ist. Es wird als das Haus der Garde bezeichnet.
Die die Abtei umschließende, teilweise noch hoch aufragende Wehrmauer ist gut erhalten und ihr Bestand denkmalpflegerisch gesichert worden. Der gute Erhaltungszustand deutet darauf hin, dass die ehemaligen Besatzer die Mauern für ihre eigene Sicherung nutzen wollten.
Der Hauptzugang zur Abtei – durch die Porte de Salignac – lag im Süden. Der dort erhaltene Abschnitt ist über zwei Geschosse hoch und zeugt eindrucksvoll von der Stärke der Befestigungsanlage. Es sind noch ehemalige Gebäudeanschlüsse und deren Fenster erkennbar, vielleicht die eines Empfangssaales oder einer Rezeption für die ankommenden Gäste.
An anderer Stelle ist eine auskragende Treppe erhalten, die von der Mauerbasis bis zu ihrer Krone hinaufführt. Vielleicht gab es dort oben einen Wehrgang. Daneben sieht man die Hälfte eines ehemaligen in die Mauer einbezogenen Turmes, dessen innere Hälfte abgebrochen worden ist.
Es gibt auch eine Stelle, deren innenseitige Mauerschale aufgebrochen ist. Man erkennt dort, dass die Wehrmauer dreischalig konstruiert ist. Nur die beiden äußeren Schalen sind mit exakt zugehauenen Natursteinen solide im Verband gemauert. Die innere Füllung besteht aus unbehauenen Feldsteinen, die im „Fischgrätverband“ fast aufrecht stehend mit viel Mörtel verfüllt wurden. Eine stabile und preisgünstige Konstruktion, die schon den Römern bekannt war.
Die Ausdehnung der die Abtei umschließenden Wehrmauer ist so umfangreich, dass noch eine stattliche Größe unbebauter Flächen übrig blieb, um darin nicht nur in Belagerungszeiten die für die Bewohner notwendigsten Feldfrüchte und Gemüse zu kultivieren und Vieh für den Verzehr zu halten.

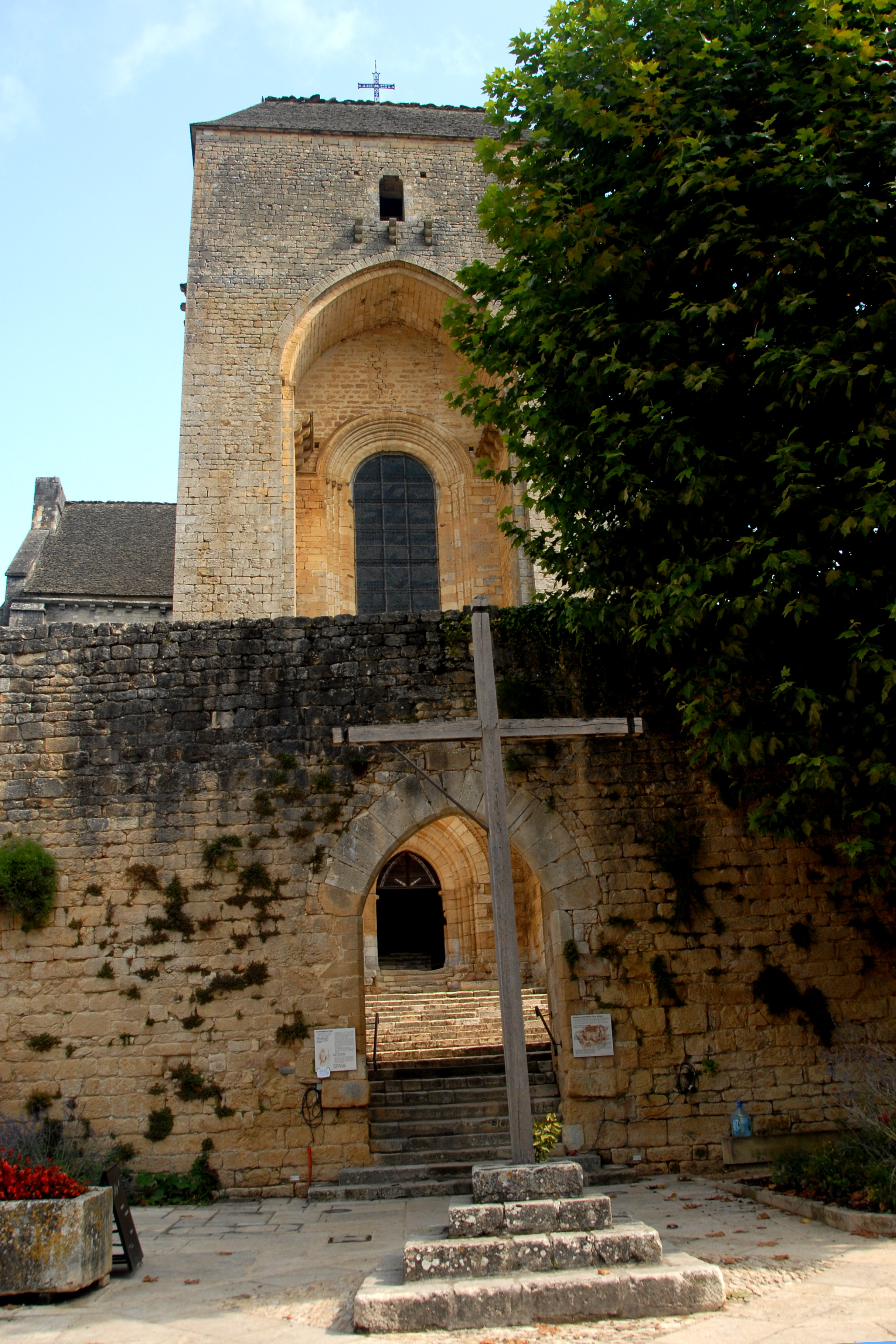
Saint-Amand-de-Coly, Tor in westlicher Wehrmauer, heutiger Zugang
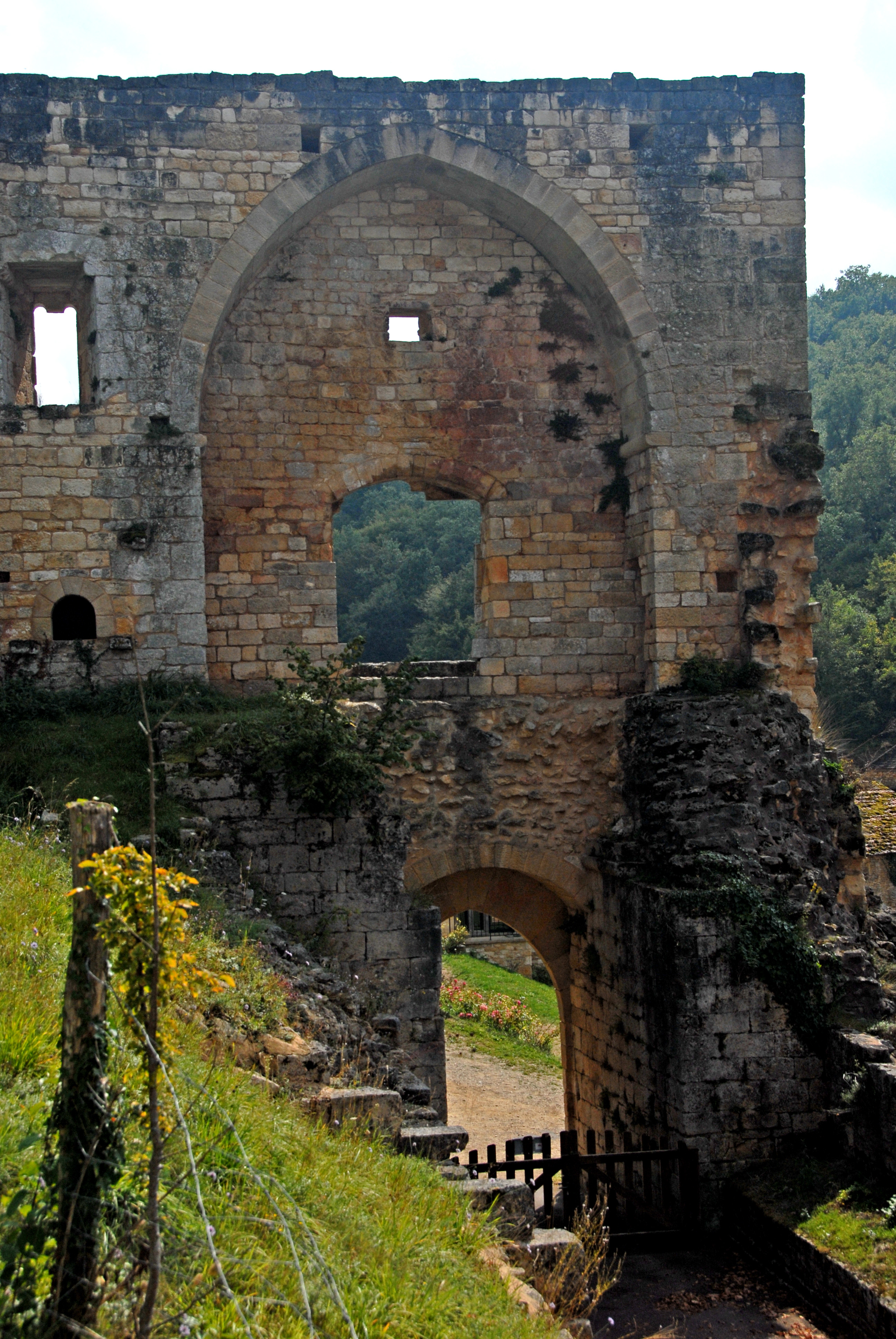
Saint-Amand-de-Coly, Porte Salignac, von innen
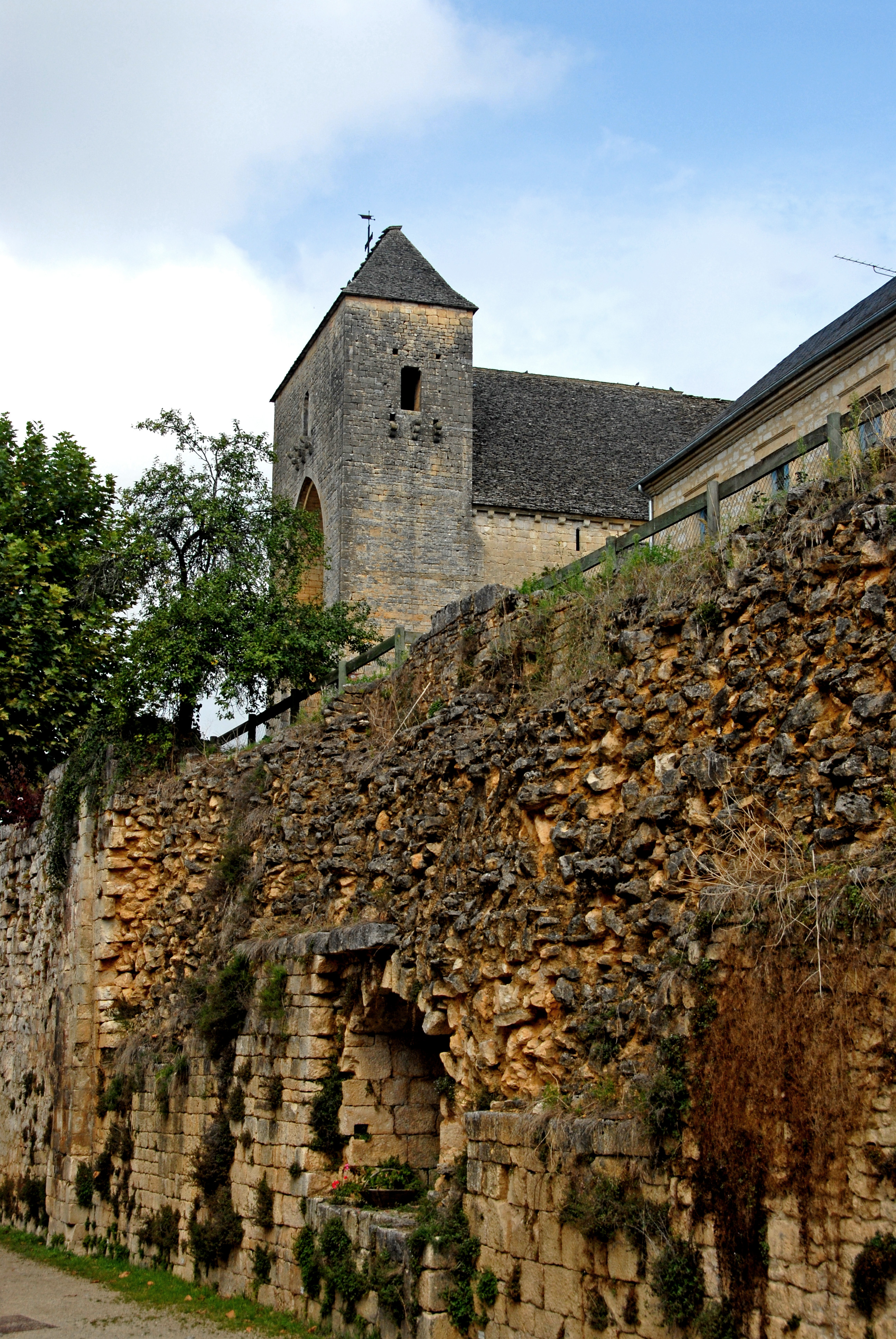
Saint-Amand-de-Coly, westliche Wehrmauer, Dorfstraße
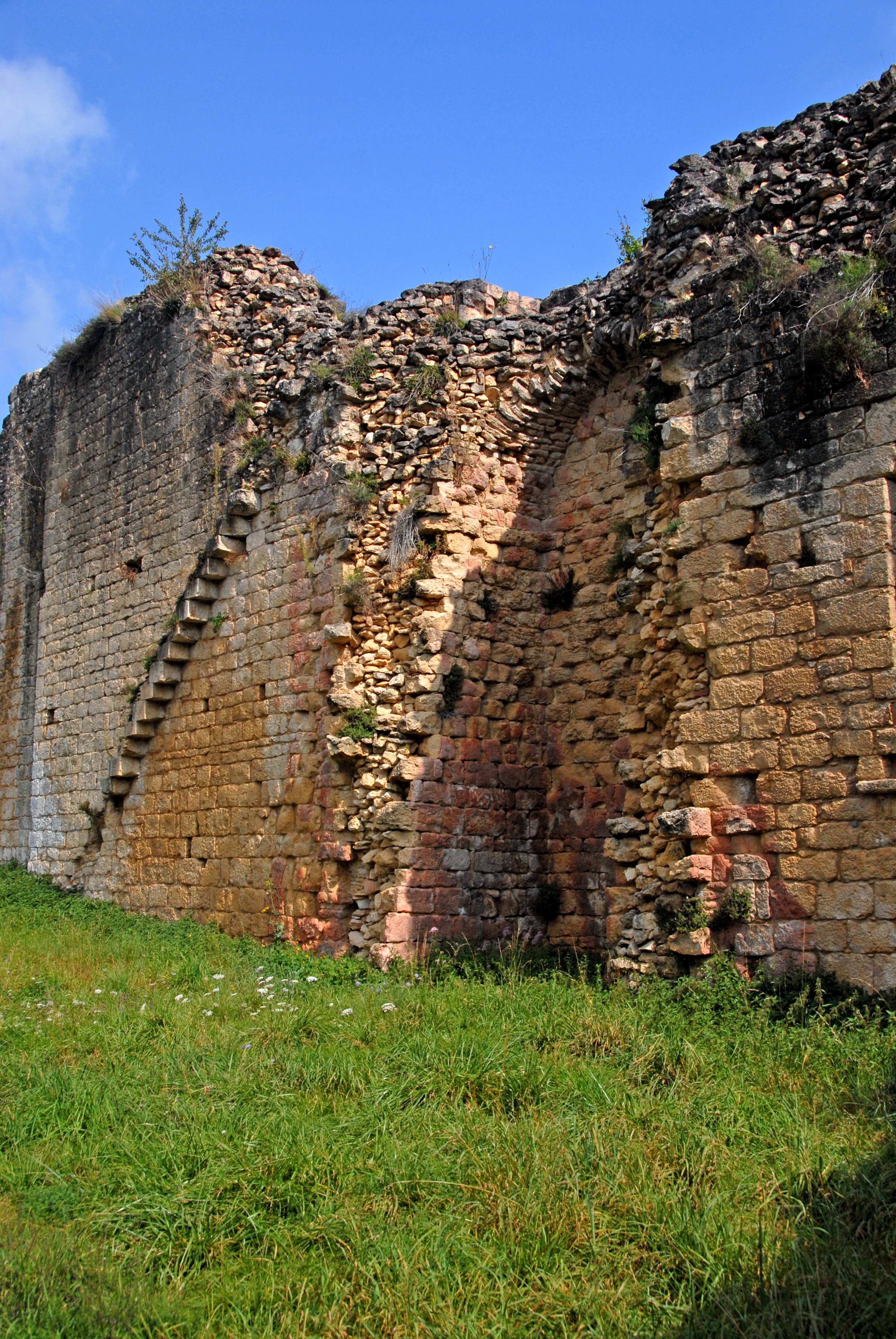
Saint-Amand-de-Coly, östl. Wehrmauer, mit Turm u. Treppe
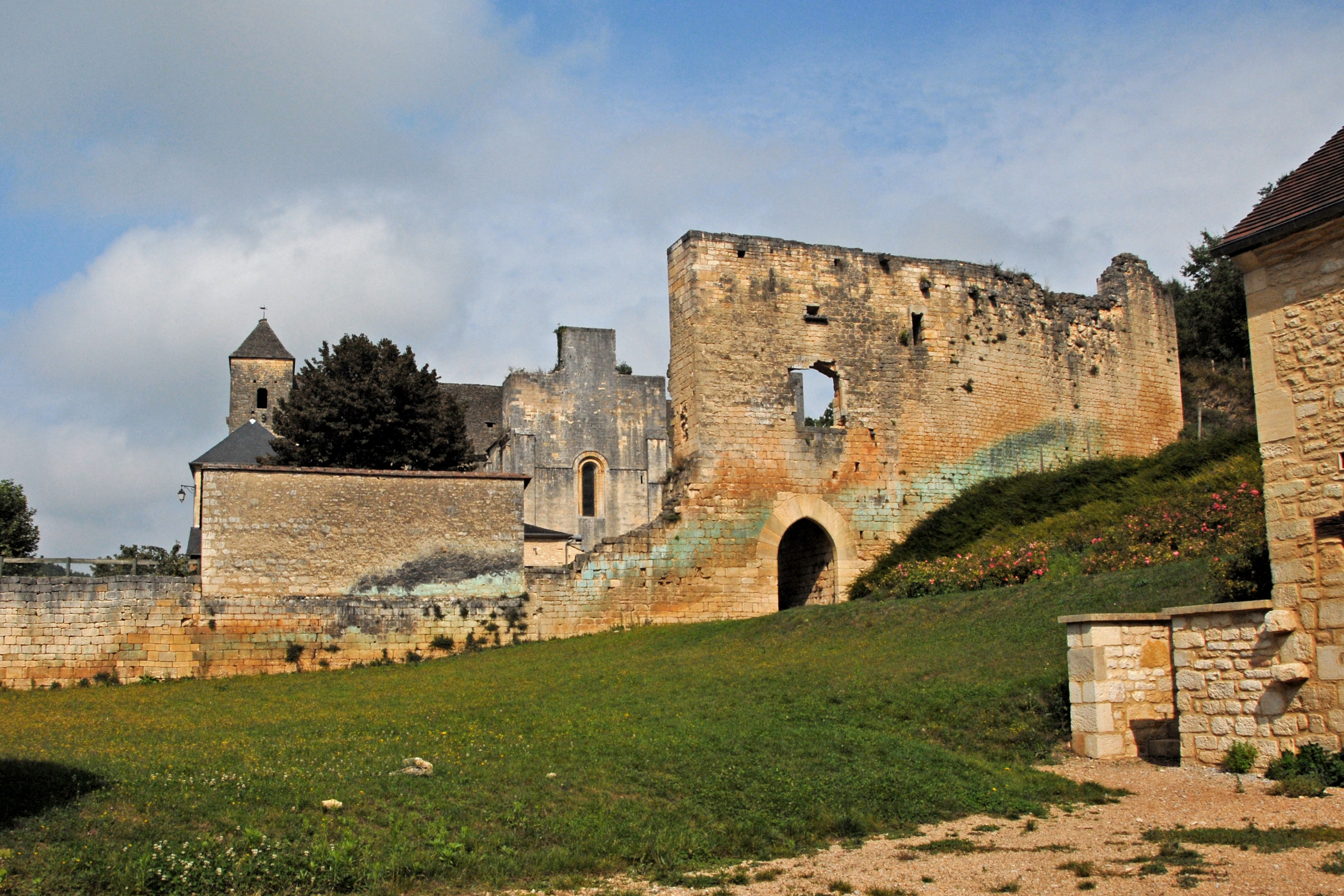
Saint-Amand-de-Coly, südliche Wehrmauer, Porte Salignac